# Liste der Straßenbrunnen im Berliner Bezirk Neukölln
Die Liste der Straßenbrunnen im Berliner Bezirk Neukölln ist eine Übersicht der aktuell existierenden Brunnen in den Ortsteilen des Bezirks.
Diese Liste ist Teil des Projektes Straßenbrunnen in Berlin. Sie enthält jene als „Plumpe“ bezeichneten öffentlichen Zapfstellen der Not- und Sonderversorgung. Zier- und Schmuckbrunnen des Bezirks sind in der Liste der Brunnenanlagen im Berliner Bezirk Neukölln erfasst.

## Überblick
Nach Angaben aus dem Bezirksamt auf eine schriftliche Anfrage existieren 118 aktive Notwasserpumpen im Bezirk. Diese werden alle im Handbetrieb durch das Drücken des Pumpenschwengels, unterstützt durch das Schwengelgegengewicht, betätigt. Sie fördern mittels Pumpwerk Grundwasser. Der Flurabstand im Bezirk ist stark unterschiedlich und die Bohrtiefe überschreitet diese in der Liste aufgenommenen Angaben. Die Liste enthält die bislang mit OpenStreetMap synchronisierten Angaben. Die (eingesetzten) Zahlen entsprechen der vom Bezirksamt (Straßen- und Grünflächenamt) genutzten Nummerierung, diese sind jeweils an den „grünen Plumpen“ aufgetragen. Nach der Drucksache 7/15418 gibt es im Bezirk insgesamt 171 Landesbrunnen.
Eine aktuelle Standortbestimmung ergibt sich aus der Darstellung der Ergebnisse der Straßenbefahrung, die 2014/2015 vom Senat beauftragt wurde. Digital wurden danach die Straßenmöbel und Ausstattungszustücke ausgewertet und auf Kartenmaterial unter Geoportal des Landesvermessungsamtes dargestellt. Erreichbar ist das Kartenmaterial über den Link des Geoportals. Die für diesen Artikel wichtigen Kartendetails sind mit dem Suchwort „Straßenbefahrung 2014“ erreichbar und mit der entsprechenden Adresse zu suchen. Standorte der Straßenbrunnen sind mit einem blauen Quadrat markiert. Als Untergrund für die Darstellung kann verschiedenes Kartenmaterial ausgewählt werden. Der Überblick über die Standorte von Berliner Straßenbrunnen ist über eine OSM-gestützte Karte im Vergleich der WP-erfassten und der 2014 erfassten Plumpen zu erreichen.
„So mancher Kiezbewohner wässert während der sommerlichen Trockenheit die Bäume vor seiner Haustür. Manchmal jedoch ist das mit viel Schlepperei verbunden. […] Defekte Pumpen sind im Bezirk keine Seltenheit. Nun wird im Straßen- und Grünflächenamt überlegt, im Rahmen der Investitionsplanung 2019–2023 einige Brunnen zur Neubohrung beziehungsweise Reparatur anzumelden. Ob dafür Geld lockergemacht werden soll, entscheiden in jedem Fall die Bezirksverordneten.“ Das Bürgerinteresse an den Straßenbrunnen steigt zum Ende der 2010er Jahre an.

## Straßenbrunnen der Notwasserversorgung
Entsprechend der Auskunft des Bezirksamtes Neukölln vom November 2019 stehen im Bezirk insgesamt 213 Brunnen, 2009 waren es 210. Für Trinkwasserzwecke nicht unmittelbar geeignet sind demnach 80 Standorte wegen chemischen und sieben wegen bakteriologischen Verunreinigungen. Für 2016 wurden aus dem Bezirksamt auf eine schriftliche Anfrage von 2017 118 funktionsfähige Brunnen genannt. Die folgende Liste beruht auf dem Anhang zur Drucksache 18/21585 des Abgeordnetenhauses. und repräsentiert den Stand 2020. Bei einer angestrebten Anzahl von 1500 Einwohnern je Brunnen folgt aus der Einwohnerzahl (334.351) des Bezirks ein Bedarf von 218 Straßenbrunnen. Die 171 Brunnen für Neukölln (Stand 2015) aus der Landesliste zur Drucksache 17/15418 finden sich darin wieder.
Die Liste ist nach Ortsteilen, Tiefe der Quellbohrung und Pumpenform sortierbar. Als zusätzliche Angaben sind zum Brunnentyp das Aufstellungsjahr aufgeführt, der Standort ist mit Adresse, Koordinaten und Planungsraum angegeben. Nicht näher erkennbare Grundstücksnummern sind in Klammern oder mit vorgesetzten „#“ in der Adresse markiert. Die Zahlen an den Säulen wurden in der Sortierung der Liste verwendet und entsprechen (wohl) der zeitlichen Abfolge der Aufstellung der Brunnen nach Ortsteilen. In der Beschreibung sind Brunnenbilder und markante Umstände zusammengetragen, weitere Fotografien nach Ortsteil gegliedert auf sind in Wikimedia-Commons anzusehen. Die in der Liste in Klammern genannten Zahlen OSM-ID geben an, ob und wie über den Weblink Angaben aus OpenStreetMap zu erreichen sind.

Die Beschreibungen zu den Brunnen werden im Laufe des Jahres 2020 durch Bilder ergänzt und die bei der jeweiligen Ortsbegehung gewonnenen Details und Anmerkungen ergänzt.
In Neukölln wurden zwischen 1970 und 1990 insgesamt 217 Straßenbrunnen aufgestellt. Bis in die 1960er Jahre standen (wenigstens im Ortsteil) Neukölln Krausebrunnen, die in den 1930er Jahren aufgestellt worden waren. Nach Ortsteilen sind für Britz 41, 33 in Buckow, 21 in Gropiusstadt, für Neukölln 78 und 45 in Rudow aufgestellt worden. Die Aufgliederung nach Kiezen, den LOR-Planungsräumen (Lebensweltlich orientierte Räume), erfolgt in der unteren Tabelle. Aus unterschiedlichen Gründen wurden 16 in den Jahren seit 2000 abgebaut und verschlossen, ob in Wiederaufbau gegebenenfalls an anderer Stelle erfolgt ist offen. Andererseits wurden in diesem Zeitraum 55 ältere Brunnen des Modells Rümmlerpumpe (Schliephacke, Ende der 1960er Jahre) durch neuere Ständerkörper ersetzt. Stillgelegt oder ersetzt werden Brunnen beispielsweise durch Schäden wegen Vandalismus oder Versanden der Quelle. Andererseits kann durch seltenen oder ungeeigneten Gebrauch das Pumpwerk versagen und muss repariert werden. Die notwendigen finanziellen Mittel erhält das Bezirksamt vom Senat oder durch diesen vermittelt vom Bund erhält. Der entsprechende Finanzbetrag ist jedoch in einem Konto, das auch für die Instandhaltung der Straßen im Bezirk zugeordnet ist.
Nach Ständertypen existieren im Bezirk mit Stand 2020
- 03 Borsigsäulen,
- 66 dreiteilige Säulen FSH-L (diese stehen vorrangig als Ersatz für ersetzte Rümmlerbrunnen),
- 94 kompakte Rümmlerbrunnen, auch Schliephacke genannt,
- 35 einteilig durchgehende oder zweiteilig abgesetzte Wolfsäulen
- 04 von historischer Form aus der Eisengießerei Lauchhammer von 1895 und aus den 1920er Jahren von der Eisengießerei Krause[15] in Neusalz an der Oder.

An attraktiven Standorten (Richardplatz, Alt-Britz, Alt-Buckow, Magdalenenkirche) stehen drei Lauchhammerbrunnen und ein Krausebrunnen (1925), die mit ihren historischen Formen neben der Nutzung als öffentliche Zapfstelle in Notfällen, auch Schauwert besitzen. Diese stehen nicht am ursprünglichen Standort, sondern wurden aus den Beständen saniert, rekonstruiert und ergänzt am neuen Ort in den 1970er Jahren, in Alt-Rudow 1991 gesetzt. Wolfsäulen gibt es in Berlin in verschiedenen Ausfertigungen. Im Bezirk haben die älteren eine gesonderte Form: das Unterteil hat oft einen wenig größeren Durchmesser als das Mittelteil, wo das Rohr für den Wasseraustritt direkt eingeschweißt ist. Das Kopfteil mit dem dreieckigen Ansatz zur Aufnahme des Schwengelbolzens ist mit dem Mittelteil durch eine Kröpfung verbunden oder es ist durchgehend. Das „Zylinderrohr“ des Brunnenkörpers schließt oben mit einer leicht gewölbten Kappe ab. An neueren Wolf ist meist ein Knuppel auf dieser Abschlusskappe. Die älteren Brunnensäulen sind bereits in den 1970er Jahren aufgestellt worden.
Für die Ortsteile des Bezirks werden Abkürzungen der LOR-Listen des Statistik-Amtes verwendet. Für die Erarbeitung der Straßenbrunnenliste wurden die vom Bezirksamt mit Stand von 2019 gegenüber dem Abgeordnetenhaus angegebenen Typ- und Jahresdaten, die aus der Google-Straßenbefahrung von 2008/2009 ersichtlichen Darstellung (soweit online hinterlegt), die bei OpenStreetMap erfassten Berliner Straßenbrunnen und Chroniken genutzt und soweit solche vorhanden waren mit Ortsdaten verknüpft worden, die im „Geoportal Berlin/Straßenbefahrung 2014“ als blaues Quadrat markiert sind. Die Einwohner in der Liste gibt an für welche Anzahl der jeweilige Brunnen im Notfall geplant wurde. Die gesetzliche Planzahl legt 1500 Einwohner zu Grunde, für Notzeiten werden 15 Liter pro Person und Tag kalkuliert.
Naturgemäß unterliegen die Straßenbrunnen einem Verschleiß, der insbesondere bei Nichtbenutzung zu Ausfall der Dichtungselemente führt. Aber auch Vandalismus kann eine Ursache sein. Auf Grund der aktuellen Diskussionen im Abgeordnetenhaus und in verschiedenen Bezirksversammlungen zum Bereitstellen von Notwasserquellen (nach den heißen Sommern 2018 und 2019 und insbesondere die Trockenheit im Boden) wurde für die 2020er Jahre von der Senatsverwaltung für Umwelt, Verkehr und Klimaschutz Berlin eine Planungsstudie aufgenommen. Die notwendige Investitionssumme für den Beginn der 2020er Jahre wurde vom Bezirksamt als Auflistung bereitgestellt. Wobei für die 128 Landesbrunnen im Bezirk der Finanzbedarf der Notwasserversotrgung im Katastrophenfall abgegeben wurde. Für weitere Brunnen im Zivilschutzfall – für die der Bund die Verantwortung trägt – stehen keine Gelder für Neuaufstellungen bereit. Für Wartung und Instandhaltung der Straßenbrunnen im Bezirk stehen dem Bezirksamt die Finanzen aus dem Konto der Straßenunterhaltung zur Verfügung, mit dessen größerem Betrag vorrangig der Verkehrszustand der Bezirksstraßen zu erhalten ist. Die Einwohnerzahl von rund 330.000 Bürgern erfordert eine rechnerische Anzahl von 220 Standorten, die im Bezirk vorhanden wäre. Aus unterschiedlichen Gründen wurden bislang Straßenbrunnen stillgelegt, dafür sind nun 14 Neubohrungen oder Wiederaufstellungen (allein bei den Landesbrunnen) mit einem Finanzbedarf von je 24.000 Euro erforderlich ist. Für Brunnen die wegen der geringen Wasserqualität („Kein Trinkwasser“) zu bearbeiten sind kommen in Neukölln 80 wegen chemischer und 7 wegen mikrobiologischer Verunreinigung in Betracht. Bei 113 Straßenbrunnen sind umfangreichere Komplexreparaturen angesetzt, die im Bereich von je 4000 Euro bis 9000 Euro liegen. Der allein für die Landesbrunnen benötigte Finanzbedarf im Bezirkshaushalt beträgt nahezu 850.000 Euro. Die Planungen sind in einer Aufstellung von 2020 enthalten, umfassen allerdings zwangsläufig auch den folgenden Zeitraum. Überbohrung steht im Allgemeinen für den Ersatz oder die Wiederaufstellung eines außer Betrieb gesetzten Brunnens, was unterschiedliche Gründe haben kann. Als wichtige Einrichtung am Brunnen gilt der Frosthahn, mit dem im Winter der Wasserstand oberhalb unterbunden werden soll, damit keine Schäden durch Frost entstehen. Im Plan 2020 sind Reparaturen an 79 Landesbrunnen eingetragen.
Neukö = Neukölln   //   Britz = Britz   //   Buckw = Buckow   //   Rudow = Rudow   //   Grops = Gropiusstadt

## Die Straßenbrunnen im Bezirk
| Ortsteil                     | Nummer | Adresse Lage Planungsraum nach LOR Einwohner                                | Ständertyp Bohrjahr                | Bohrtiefe Flurabstand | Bild, Anmerkungen |
| ---------------------------- | ------ | --------------------------------------------------------------------------- | ---------------------------------- | --------------------- | --- |
| Neukö                        | 0001   | Sanderstraße 31 Lage Reuterkiez 1400                                        | FSH-L 1981                         | 31,4 m 02,5–3 m       | Der Brunnen steht 35 Meter vom Kottbusser Damm am nördlichen Bürgersteig der Sanderstraße. Der betriebsbereite Brunnen ist mit einem Hinweis „Kein Trinkwasser“ versehen. Für 2020 ist für den Brunnen Sanderstr. 31 / Kottbusser Damm eine Reparatur des Pumpwerks angegeben. Der Brunnen ist im Eigentum des Landes Berlin. |
| Neukö                        | 0002   | Maybachufer 13*14 Lage Reuterkiez 1250                                      | FSH-L 1986                         | 34,4 m 02-2,5 m       | Der Brunnen (OSM: 1176694322) steht auf der Ruhefläche mit Sitzbänken und Bäumen am Uferweg zum Landwehrkanal an der Mündung von Schinke-/Hobrechtstraße. Die Entfernung vom Kanal beträgt 10 Meter, der Standort liegt gegenüber der Mündung der Hobrechtstraße. Der betriebsbereite Brunnen steht ohne einen Hinweis „Kein Trinkwasser“. |
| Neukö                        | 0003   | Maybachufer 49 Lage Reuterkiez 1550                                         | Wolf 1968                          | 26,5 m 02-2,5 m       | Der Brunnen (OSM: 974019032) steht im südlichen Baumstreifen des Maybachufers der Freifläche 60 Meter östlich der Thielenbrücke bzw. der Pannierstraße vor dem Grundstück Maybachufer 48. Der Brunnen fördert Wasser, das nicht als Trinkwasser geeignet ist. Das Kanaldreieck Landwehrkanal/Neuköllner Schifffahrtskanal befindet sich 160 Meter nach Osten. Der fünfgeschossige Gewerbebau Maybachufer 48/51 steht vom Gehweg 30 Meter zurückgesetzt. |
| Buckw                        | 0004   | Sprosserweg ggü. 5 Lage Vogelviertel Süd 900                                | FSH-L 1985                         | 29,2 m 02-2,5 m       | Der Brunnen steht am südlichen Bürgersteig der Johannisthaler Chaussee vor der Wendekehre am Sprosserweg, die hier mit einer Pfostenreihe abgesperrt ist. Der Sprosserweg liegt mit der um 2008 eingerichteten Wendekehre an der Johannisthaler Chaussee und verläuft nach Westen zum Baumfällerweg. Der betriebsbereite Brunnen trägt ein Schild Kein Trinkwasser. |
| Neukö                        | 0005   | Weichselplatz ggü. 1 Lage Reuterkiez 1250                                   | Wolf 1972                          | 20,0 m 03-4 m         | Der Brunnen (OSM: 1435846284) steht an der Ostecke des Weichselplatzes gegenüber vom Haus Weichselplatz 1. 25 Meter von der Weichselstraße ist der Standort an der Nordseite der Fahrbahn Weichselplatz, dieser Straßenlauf bildet mit der Weichselstraße und dem Neuköllner Schifffahrtskanal (gegenüber das Kiehlufer) einen dreieckigen Platz zu dem der Weichselpark gehört. Sein Wasser ist nicht als Trinkwasser geeignet und das Pumpwerk wurde 2019 in Stand gesetzt. Für 2020 ist jedoch eine Reparatur am Ständerkörper eingetragen. Der Brunnen ist im Eigentum des Landes Berlin. |
| Neukö                        | 0006   | Fuldastraße 47 Lage Reuterkiez 1450                                         | FSH-L 1972                         | 26,0 m 03-4 m         | Der Brunnen (OSM: 1077664907) steht vor der Fuldastraße 47 am Grundstückssüdrand zur Martin-Luther-Kirche. Der Standort am westlichen Gehwegrand liegt 65 Meter von der Weserstraße und 100 Meter zur Sonnenallee. Der ist nicht als Trinkwasser geeignet. 2008 stand noch eine Rümmlerpumpe vor dem sechsgeschossigen Wohnhaus am Rand zum Grundstück des Kindergartens (Fuldastraße 47). Im Jahr 2014 war der alte Brunnenkörper abgebaut und wurde bis 2018 durch den neuen ersetzt. |
| Neukö                        | 0007   | Reuterstraße 78 Lage Flughafenstraße 1700                                   | Wolf 1990                          | 37,3 m 04-7 m         | Der Brunnen (OSM: 2072876998) steht 25 Meter südlich der Karl-Marx-Straße am Rand des westlichen Bürgersteigs vor dem fünfgeschossigen Eckhaus Reuterstraße 78/Karl-Marx-Straße 30. An der Austrittseite ist das Schild Kein Trinkwasser angebracht. Die Zapfstelle gehört zu den Bundesbrunnen. |
| Neukö                        | 0008   | Treptower Straße ggü. 95 Lage Hertzbergplatz 1700                           | FSH-L 1971                         | 21,0 m 02-3 m         | Der Brunnen steht 20 Meter nördlich der Sonnenallee am westlichen Bürgersteig vor der Grünfläche Hertzbergplatz. Am Brunnen ist ein Schild „Kein Trinkwasser“ angebracht, er fördert jedoch kein Wasser. Eine Reparatur des Pumpwerks ist nötig. Der Brunnen ist im Eigentum des Landes Berlin. |
| Neukö                        | 0009   | Lucy-Lameck-Straße 43/44 Lage Wissmannstraße 1500                           | FSH-L 1970                         | 14,0 m 07-10 m        | Der Brunnen (OSM: 1237776866) steht an der westlichen Straßenseite der Lucy-Lameck-Straße vor dem Biergarten „Alte Welt“ (Lucy-Lameck-Straße 43a). Die Lucy-Lameck-Straße liegt zwischen Hasenheide (170 Meter) und Karlsgartenstraße (370 Meter). Nach StreetView von 2008 stand an diesem Ort noch eine Wolfsäule mit flacher Kappe und einem am Rohrzylinder angeflanschten Austritt, der mittlerweile ausgetauscht ist. Laut Hinweis sollte kein direkter Einsatz als Trinkwasser erfolgen. |
| Neukö                        | 0010   | Okerstraße 47 Lage Schillerpromenade 1500                                   | Rümmler 1977                       | 39,0 m 15-20 m        | Der Brunnen (OSM: 1397164178) steht vor Okerstraße 47, dem sechsgeschossigen Eckhaus südöstlich an der Hermannstraße (Nr. 72) mit gerundeter Fassade. Am funktionsfähigen Brunnen befindet sich kein Hinweisschild. Etwas neben dem Brunnenstandort befindet sich die Hofzufahrt. An der Ecke Hermannstraße ist der Zugang zum U-Bahnhof Leinestraße und über die Hermannstraße hinweg der Alte St. Michael-Friedhof. Der Brunnen Oker-/ Hermannstraße ist für 2020 mit einem Finanzbedarf von 9100 Euro für die Reparatur eingetragen. Der Brunnen ist im Eigentum des Landes Berlin. |
| Neukö                        | 0011   | Warthestraße ggü. 73 Lage Silbersteinstraße 1500                            | FSH-L 1953                         | 33,0 m 15-20 m        | Der Brunnen (OSM: 1563695620) steht auf dem Mittelstreifen der Warthestraße zwischen Nummer 73 (Süd) und 3 (Nord), 30 Meter westlich der Hermannstraße. Der Brunnen ist betriebsbereit und mit dem Schild Kein Trinkwasser versehen. Der Standort befindet sich auf einem mit zwei Straßenbäumen markierten Viereck zwischen dem ansonsten als Parken quer zur Fahrbahn genutzten Straßenmittel. Der Brunnenstandort liegt an der Nordostecke, so ist noch Parken zwischen den Bäumen möglich und der Brunnen für Anfahren gefährdet, noch 2010 stand an dieser Stelle eine *Wolfsäule der alten Form*, zudem zeigte deren Austritt Richtung Fahrbahn. In der Planung für das Jahr 2020 ist eine Überbohrung eingetragen, was dem Wiederaufstellen eines stillgelegten Brunnens entspricht. Der Brunnen ist im Eigentum des Landes Berlin. |
| Neukö                        | 0012   | Emser Straße 54*55 Lage Silbersteinstraße 1600                              | FSH-L 1977                         | 33,5 m 15-20 m        | Der Brunnen steht am nördlichen Bürgersteig zwischen Bober- (110 Meter) und Neißestraße (70) die von Süden münden und mit der Siegfriedstraße am Bahngraben verbinden. Fußläufig ist der S-Bahnhof Hermannstraße 500 Meter entfernt. 2008 stand an dieser Stelle noch eine Rümmlerpumpe mit Schwengel und Austritt in Gehwegrichtung. Mittlerweile wurde der Brunnenkörper ersetzt, dessen Pumpwerk zu reparieren ist. Der Hinweis Kein Trinkwasser ist angebracht. Der Brunnen ist im Eigentum des Landes Berlin. |
| Neukö                        | 0013   | Friedelstraße 41 Lage Reuterkiez 3500                                       | Wolf 1990                          | 37,0 m 03-4 m         | Der Brunnen (OSM: 886401456) steht am westlichen Bürgersteig der Friedelstraße gegenüber von Haus 23 und vor dem Eckhaus zu Pflügerstraße 70. Schwengel und Austritt sind parallel zur Fahrbahn. Der Brunnen ist im Eigentum des Bundes und wurde für den Notfall aufgebaut, eine Reparatur des Pumpwerks und Frosthahn ist nötig. Der Hinweis „Kein Trinkwasser“ ist am Brunnenkörper. Noch 2008 stand an dieser Stelle eine FSH-L. |
| Neukö                        | 0014   | Delbrückstraße 28 Lage Glasower Straße 3500                                 | FSH-L 1990                         | 43,2 m 03-4 m         | Der Brunnen (OSM: ) steht an der Nordseite der Straße 90 Meter östlich der auf die Hermannstraße mündenden Herthastraße. |
| Neukö                        | 0015   | Venusplatz Lage Schulenburgpark 1050                                        | FSH-L 1971                         | 38,6 m 02-3 m         | Der Brunnen (OSM: 2209213294) steht am Venusplatz 20 Meter von der Sonnenallee am nordwestlichen Bürgersteig zur Planetenstraße. Das Schild „Kein Trinkwasser“ ist angebracht. Der Brunnen ist gestört, das Pumpwerk ist zu reparieren. Noch 2008 stand an dieser Stelle eine Neuköllner Wolfsbrunnensäule neben Schaltkasten und Verkehrsschild an der Gaslaterne. Diese besaß für den Ablauf eine rechteckige Muldenplatte mit Abflussrinne unter dem zur Fahrbahn gerichteten Austritt. Der Brunnen ist im Eigentum des Landes Berlin. |
| Britz                        | 0016   | Buschkrugallee ggü. 115 Lage Buschkrugallee Nord 550                        | FSH-L 1980                         | 25,8 m 04-7 m         | Der Brunnen steht in der Buschkrugallee 100 Meter nördlich (stadtwärts) von der Blaschkoallee am westlichen Bürgersteig vor dem Park am Buschkrug. Das gegenüberliegende dreigeschossige Wohnhaus (an Nummer 117 grenzend) ist das Eckhaus zur Leidener Straße (Hausnummer 25). 2008 stand an dieser Stelle eine Rümmlerpumpe (auch als Schliephacke) deren Austritt zur Straße quer zum Schwengel über eine Sandfläche im Randstreifen endete. Die ältere Grundstücksnummerierung der Wohnhäuser vom Ende der 1920er Jahre war Rudower Straße 55, 56 und Leidener Straße 27. Der FSH-L-Brunnen ist mit dem Hinweis „Kein Trinkwasser“ versehen, fördert allerdings kein Wasser. |
| Britz                        | 0017   | Parchimer Allee zwischen 53*57 Lage Parchimer Allee 1550                    | FSH-L 1985                         | 30,3 m 15-20 m        | Der Brunnen steht gegenüber der mündenden Dömitzer Straße in Höhe des Zugangs zu den quer zur Straße stehenden Wohnhäuser 55–55d. Der Standort am südlichen Bürgersteig liegt im Formsteinstreifen der den Radweg trägt, Schwengel und Austritt liegen parallel zur Fahrbahn. Der Brunnen wurde 2021 erneuert. Der Brunnen ist im Eigentum des Landes Berlin. |
| Britz                        | 0018   | Hannemannstraße 68 Lage Buschkrugallee Nord 1550                            | Rümmler 1977                       | 32,2 m 15-20 m        | Der Brunnen (OSM: 6438435826) steht in der Hannemannstraße vor der Hausnummer 68 auf der nördlichen Straßenseite vor der Herman-Nohl-Schule. Die Schule steht quer bis zum Buschrosensteig Unter dem Wasserauslass ist ein rechteckiger Tränkstein in den Gehweg eingelassen. Der Brunnen ist nicht einsatzbereit und besitzt kein Hinweisschild „Kein Trinkwasser“. Der Brunnen ist im Eigentum des Landes Berlin. |
| Britz                        | 0019   | Friedrichsbrunner Straße ggü. 21 Lage Tempelhofer Weg 1300                  | FSH-L 1980                         | 32,2 m 10-15 m        | Der Brunnen steht an der Ostseite der Straße vor dem Friedrichsbrunner Platz / Friedrichsbrunner Park. Der Standort am Gehwegrand in der Baumflucht liegt 15 Meter südlich von der Germaniapromenade. 2008 stand hier noch eine Rümmlerpumpe (auch als Schliephacke), die bei der Straßenbefahrung von 2014 bereits fehlte und Ende der 2010er Jahre neu mit einem FSH-Ständerkörper gesetzt wurde, dieser neuere Ersatzbrunnen gibt nach 18 Pumphüben Wasser, ein Hinweisschild ist nicht angebracht und war auch an der vorherigen Pumpe nicht vorhanden. |
| Neukö                        | 0020   | Walterstraße 28 Lage Glasower Straße 1700                                   | FSH-L 1967                         | 20,7 m 04-7 m         | Der Brunnen (OSM: 832861613) steht in der Walterstraße von der Delbrücker Straße 25 Meter nach Norden. Diese Straße bildet mit der Karl-Marx-Straße die Spitze an der die Delbrückstraße mündet. Der Brunnen wurde 2021 erneuert. Der Standort des Brunnens liegt vor dem zurückgesetzten Teil der viergeschossigen Wohnhausreihe 26–30. Der Brunnen ist im Eigentum des Landes Berlin. |
| Neukö                        | 0021   | Richardplatz/Richardstraße Lage Rixdorf 1700                                | Lauchhammer (Reko Typ I) 1971      | 25,0 m 03-4 m         | Der Brunnen (OSM-ID: 760002906) steht zur Richardstraße an der westlichen Mittelfläche vom Richardplatz (Richardpark) gegenüber vom Gebäude Nummer 6 (Villa Rixdorf). Entsprechend der exponierten Lage in Rixdorf wurde der Lauchhammerbrunnen vor der Sitzbankgruppe und dem Imbisskiosk aufgestellt. Die Prägung auf den Spiegeln am Brunnenkopf sind mit 1978 markiert und bezeichnen die Rekonstruktion durch „Schöningh“. Der Brunnen ist funktionsfähig und besitzt kein Hinweisschild. Neben der Aufgabe zur Wasserversorgung steht der Rekobrunnen (Markierung 1987 und Winkelhoff auf den Spiegeln am Brunnenkopf) wegen des Schauwert an diesem zentralen Platz der Bezirksregion Rixdorf. |
| Neukö                        | 0022   | Harzer Straße 106 Lage Bouchéstraße 1800                                    | FSH-L 1977                         | 25,7 m 03-4 m         | Der Brunnen (OSM-ID: 6175215693) steht 20 Meter von der Bouchèstraße am nördlichen Fahrbahnrand der Harzer Straße vor dem Eingang zur Hausnummer 106. (Wohnkomplex Bouchégärten) Unter dem Wasserauslass ist ein rechteckiger Tränkstein in das Gehwegpflaster eingelassen. 2009 war das Eckgrundstück zur Bouchéstraße noch unbebaut und an dieser Stelle stand eine Schliephacke (Rümmlerpumpe). Der Austausch der alten gegen die neue FSH-L erfolgte im April 2019. Dabei ist bemerkenswert: das Grundstück 106–109 ab Hausfront gehört zum Ortsteil Treptow (Kiez Alt-Treptow) und damit zum Bezirk Treptow-Köpenick. Hier befand sich bis 1990 die Berliner Mauer und der Brunnenstandort befand sich auf West-Berliner Seite direkt an der Mauer. Fahrbahn und Gehsteig der Harzer Straße gehören zu Neukölln; ab der Straßenecke Bouchéstraße nach Nord gehören Fahrbahn und beide Gehsteige zu Treptow. Die Rümmlerpumpe war auf der Westseite vor der Mauer gegenüber vom Eckhaus Harzer Straße 15/16/Bouchéstraße 42 aufgestellt. |
| Neukö                        | 0023   | Morusstraße 34 Lage Rollberg 1500                                           | FSH-L 1976                         | 21,0 m 15-20 m        | Der Brunnen (OSM: 3116871592) steht vor dem viergeschossigen Eckhaus 20 Meter nördlich der Briesestraße am östlichen Fahrbahnrand. Zur Werbellinstraße sind es 50 Meter. Der Mittelteil des Brunnens hat eine kurze Erweiterung (Hülse) mit Ansatzstück zum Verschrauben des Wasseraustritts. Die seitlich gelegene Platte als Auffang hat eine quadratische Mulde. Der Brunnen ist betriebsbereit und besitzt den Hinweis Kein Trinkwasser. Im Juli 2008 stand an diesem Standort die Schliephacke (Rümmlerpumpe) noch. |
| Neukö                        | 0024   | Weserstraße ggü. 10 Lage Reuterkiez 1500                                    | FSH-L 1970                         | 21,5 m 03-4 m         | Der Brunnen (OSM: 1115341296) steht auf dem dreieckigen Reuterplatz (Nansenstraße 1). Der Standort des Brunnens ist Südspitze vom Reuterplatz zwischen Weser-, Reuterstraße und dem als Parkplatz genutzten Südende der (abgesperrten) Nansenstraße. Auf dem Mitteldreieck Nansen-/Reuter-/Weserstraße wurde 1970 die Rümmlerpumpe aufgestellt, die noch im Juli 2008 zwischen den zwei Bäumen stand. Ausgetauscht wurde diese Ende der 2010er Jahre, der neue ist 2019 funktionsfähig und bietet „Kein Trinkwasser“. Eine spätestens um 1960 abgebaute Krausepumpe stand nach der Beschreibung schräg gegenüber an der platzzugewandten Straßenecke Reuter-/ Weserstraße. „[Reuterplatz…] Gleich neben dem Spielplatz befand sich eine Bedürfnisanstalt […] vor dieser […] gab es ein Zeit lang noch einen […] Straßenbrunnen. Die alte gußeiserne Pumpe [nach dem Bild: Krausebrunnen] war insbesondere im Hochsommer von Kindern umlagert,“                                                                                               |
| Neukö                        | 0025   | Braunschweiger Straße 21 Lage Rixdorf 1600                                  | <Rümmler>                          | * m 02-3 m            | Der Brunnen stand am östlichen Gehsteig Braunschweiger Straße, 15 Meter nordöstlich der Niemetzstraße. Die Rümmlerpumpe stand 2009 noch vor dem Edeka-Flachbau 20 Meter zur Niemietzstraße und wurde 2011 für OpenStreetMap erfasst. Bei der Straßenbefahrung 2014 wurde er jedoch nicht mehr erfasst. Der Flachbau der Handelseinrichtung wurde Ende 2018 abgerissen und Baufreiheit geschaffen. und Die Brunnenausbauten wurden überbohrt und der Brunnenkörper 2013/2014 entfernt. Unbezeichnet bleibt: ob eine Neuaufstellung erfolgen wird. In der Planung für das Jahr 2020 ist eine Überbohrung eingetragen, was dem Wiederaufstellen eines stillgelegten Brunnens entspricht. Der Brunnen ist im Eigentum des Landes Berlin. |
| Neukö                        | 0026   | Schillerpromenade ggü. (12) Lage Schillerpromenade 1500                     | FSH-L 1978                         | 35,8 m 15-20 m        | Der Brunnen (OSM: 2951362510) steht 15 Meter südlich der Kienitzer Straße an der Mittelgrünanlage der Schillerpromenade. Der Standort am Westrand der Mittelanlage versorgt durch ein absperrbares Zulaufbecken unter dem Austritt den Matschspielplatz mit Wasser. Bis 2019 stand hier eine Rümmler-Pumpe, für die eine Reparatur des Pumpwerks angesetzt war. Seit 2020 steht eine FSH-L-Pumpe, die jedoch ebenfalls kein Wasser fördert. Gegenüber vom Standort des Brunnens befindet sich auf dem Eckgrundstück Schillerpromenade / Kienitzer Straße hinter Parkfläche und Bürgersteig ein „Grusel“-Spielplatz (Schillerpromenade 13). Der Brunnen ist im Eigentum des Landes Berlin. |
| Neukö                        | 0027   | Finowstraße ggü. 30 Lage Hertzbergplatz 1800                                | FSH-L 1971                         | 18,4 m 03-4 m         | Der Brunnen (OSM: 967284123) steht in der Finowstraße vor dem Fußballplatz an der Ostseite 20 Meter zur Sonnenallee, gegenüber steht die Tankstelle Finowstraße 30. Er ist mit dem Schild „Kein Trinkwasser“ versehen und der Status ist i.O. Auf dem Grundstück Innstraße/Sonnenallee/Finowstraße befindet sich die Fußballanlage „Hertzbergplatz/Innsportplatz“ (Rixdorfer SV, Berliner SV Hürtürkel). Der Brunnen ist im Eigentum des Landes Berlin. |
| Neukö                        | 0028   | Boddinstraße ggü. 21 Lage Flughafenstraße                                   | <abgebaut>                         | * m 20-30 m           | Der Brunnen stand am Nordrand des Boddinplatzes. Der Abbau erfolgte (an dieser Stelle) vor 2008, weder bei der Google-Befahrung von 2008 noch auf der Straßenbefahrung 2014 ist dieser Standort verzeichnet. Im Brunnenverzeichnis des Bezirksamts ist lediglich die erfolgte Überbohrung vermerkt, weshalb offen bleibt, ob ein anderer Standort beabsichtigt ist. In der Planung für das Jahr 2020 ist eine Überbohrung eingetragen, was dem Wiederaufstellen eines stillgelegten Brunnens entspricht. Der Brunnen ist im Eigentum des Landes Berlin. |
| Buckw                        | 0029   | Buckower Damm 233 Lage Buckow Ost 900                                       | FSH-L 1975                         | 34,8 m 20-30 m        | Der Brunnen steht am östlichen Gehsteig 75 Meter südlich der Johannisthaler Chaussee in der Baumflucht. An gleicher Stelle vor dem zweigeschossigen Wohnhaus stand noch 2010 eine Rümmlerpumpe mit Schwengel und Austritt parallel zur Fahrbahn im Kleinpflasterstreifen mit einer rechteckigen Muldenplatte für den Ablauf. Der Ende der 2010er Jahre neugesetzte Brunnen ist aktiv und ohne Hinweisschild gibt er trinkfähiges Wasser. |
| Neukö                        | 0030   | Richardstraße (93/94) Lage Rixdorf 1200                                     | FSH-L 1971                         | 22,4 m 03-4 m         | Der Brunnen (OSM-ID: 1801050356) steht vor der Autowerkstatt Richardstraße 95 an der Ecke des Jan-Hus-Wegs, der auf dem Grundstück 93/94 liegt. Nach Südwesten Grundstück Nummer 92 steht das Umspannwerk Richardstraße, dem gegenüber mündet der Herrnhuter Weg. An der Straßennordseite anschließend zum Brunnenstandort Richardstraße 97 liegt seit 1751 die zweite Predigtstätte „Böhmisch-Rixdorf“ der Evangelischen Reformierten Bethlehemsgemeinde, der bestehende Bau ist von 1835. Bis Mitte der 2010er Jahre stand statt des neuen Brunnens eine Rümmlerpumpe auf dem Gehwegrad deren Schwengel vom Gehsteig bedienbar war, während der Austritt zur Straße führte. Die FSH-L liefert laut Schild kein Trinkwasser und ist 2020 wegen notwendiger Reparatur des Pumpwerks gestört. Der Brunnen ist im Eigentum des Landes Berlin. |
| Neukö                        | 0031   | Neckarstraße 22 Lage Flughafenstraße 1350                                   | FSH-L 1981                         | 28,4 m 04-7 m         | Der Brunnen (OSM-ID: 1789804841) steht in der Neckarstraße am südlichen Gehweg vor der Häuserzeile 20–23, in Höhe Wohnhaus 22. Die Karl-Marx-Straße liegt 75 Meter nach Osten. Der Brunnen ist in Ordnung und besitzt auch kein Hinweisschild zum Trinkwasser. Der Brunnen ist im Eigentum des Landes Berlin. |
| Neukö                        | 0032   | Fontanestraße ggü. 27 Lage Hasenheide 1350                                  | FSH-L 1981                         | 34,5 m 15–20 m        | Der Brunnen (OSM-ID: 5155267093) steht neben dem Grundstück Fontanestraße 8 mit dem Gebäude (Städtische Kita) des Horts der Karlsgarten-Schule. Zur Ecke Columbiadamm (Flughafenstraße) sind es 60 Meter nach Süden. Westlich vom Gehweg schließt sich der Volkspark Hasenheide an. Der FSH-L-Brunnen ist 2020 nicht funktionsfähig und trägt das Hinweisschild „Kein Trinkwasser“. Noch 2019 stand hier eine Rümmler-Pumpe, die auf Grund eines Schadens an Pumpwerk, Frosthahn und Ständerkörper ebenfalls nicht funktionsfähig war. Der Brunnen ist im Eigentum des Landes Berlin. |
| Neukö                        | 0033   | Hobrechtstraße 84 Lage Donaustraße 1750                                     | Borsig 1980                        | 27,0 m 04-7 m         | Der Brunnen steht am westlichen Gehsteig 25 Meter nördlich der Karl-Marx-Straße zwischen zwei Straßenbäumen. Nach einem Schaden des Pumpwerks wurde die vorherige Wolf-Säule um 2020 gegen eine Borsig-Pumpe ersetzt. Der Brunnenstandort gehört zu den Bundesbrunnen, die für den Katastrophenschutz erstellt wurden. |
| Britz                        | 0034   | Rungiusstraße (17) Lage Buschkrugallee Nord 1000                            | <Wolf>                             | * m 07-10 m           | Noch 2010 stand der Brunnen 10 Meter von der Bürgerstraße am Gehsteig der Südostecke, 2014 wurde er jedoch nicht mehr erfasst. Nach der Amtsliste ist er als Überbohrung aufgeführt und stillgelegt. Ungeklärt bleibt ob ein Brunnen hier oder in der Nähe neu erstellt wird. An der Südwestecke steht die Neuapostolische Kirche (Rungiusstraße 18). Auf dem benachbarten Grundstück 19 steht der „Kulturbunker“, er wurde 1940 als Luftschutzbunker errichtet und während der Berlin-Blockade 1948/1949 als Lager der Senatsreserve genutzt. In der Planung für das Jahr 2020 ist eine Überbohrung eingetragen, was dem Wiederaufstellen eines stillgelegten Brunnens entspricht. Der Brunnen ist im Eigentum des Landes Berlin. |
| Britz                        | 0035   | Paster-Behrens-Straße 1 Lage Parchimer Allee 750                            | Wolf 1980                          | 29,1 m 15-20 m        | Der Brunnen (OSM-ID: 1433644160) steht in der Hufeisensiedlung neben dem blauen Haus Paster-Behrens-Straße 1, an der Ostseite der Wendekehre und 50 Meter südlich Hüsung. Der Hausgarten hinter der Hecke gehört zum Siedlungshaus Hüsung 19. Das Brunnenwasser ist laut Schild am Brunnen nicht als Trinkwasser geeignet. 2010 stand an dieser Stelle noch eine Rümmlerpumpe, die seither durch eine Wolfsäule ersetzt wurde, an dieser ist der Frosthahn zu reparieren. Der Brunnen fördert kein Wasser. Der Brunnen ist im Eigentum des Landes Berlin. |
| Britz                        | 0036   | Neumarkplan Lage Britzer Garten 750                                         | Rümmler 1982                       | 30,1 m 15–20 m        | Der Brunnen steht am westlichen Gehsteig von Neumarkplan 40 Meter südlich vom Massiner Weg, 75 Meter von der Mohriner Allee. Der Standort ist die Rückseite der Grundstücksgrenze von Ilgenweg 18 und Ilgenweg 17a. Der Brunnen ist nicht einsatzfähig, sondern erfordert die Reparatur von Pumpwerk und Körper. Er besitzt auch kein Hinweisschild. Der Brunnen ist im Eigentum des Landes Berlin. |
| Neukö                        | 0037   | Jonasstraße ggü. 14 Lage Körnerpark 1650                                    | FSH-L 1981                         | 28,1 m 10-15 m        | Der Brunnen (OSM: 4978245190) steht an der Ostseite der Selkestraße, 10 Meter nördlich des Übergangs zur Jonasstraße. Der Hinweis „Kein Trinkwasser“ ist am Brunnen. Auf der Brunnenseite der Straße beginnt der Körnerpark, der über eine Treppe nach unten zu erreichen ist. Tiefer liegt eine Fortsetzung der Jonasstraße. Der Brunnen steht mit Schwengel und Austritt parallel zur Straße im Kleinpflasterrand. Der Brunnen ist im Eigentum des Landes Berlin. |
| Neukö                        | 0038   | Wipperstraße ggü. 1 Lage Rixdorf 800                                        | FSH-L 1970                         | 28,1 m 04-7 m         | Der Brunnen (OSM: 4081219790) steht 15 Meter nördlich der Saalestraße in der Wipperstraße am Discounter-Markt mit Parkdeck (Flachbau Karl-Marx-Straße 225 bis zum Eckgrundstück 26, gegenüber vom Brunnen ein Fliesenhandel auf Nr. 1), unweit vom S- und U-Bahnhof Neukölln. Der Brunnen fördert Wasser und besitzt einen Aufkleber mit dem Hinweis „Kein Trinkwasser“ in deutscher und türkischer Sprache. Dieser FSH-L-Brunnen ersetzte die 1970 ursprünglich gesetzte Wolfsäule. |
| Britz                        | 0039   | Gielower Straße neben 7 Lage Parchimer Allee 1300                           | Rümmler 1972                       | 32,5 m 10-15 m        | Der Brunnen steht vor dem Spielplatz auf dem südlichen Gehsteig der Gielower Straße. Der Straßenlauf biegt nach Norden in den Krischanweg weiter. Der Standort ist die spitze Ecke an der die Gielower Straße als Gehweg zur Kreuzung Grüner Weg mit Buschkrugallee/Rudower Straße führt. Gegenüber stehen die dreigeschossigen Wohnhäuser 250b–252. Der Wasserfluss ist aktiv, ein Hinweisschild ist nicht angebracht. Einen gesonderten Abfluss im Pflasterrandstreifen gibt es nicht, Schwengel und Austritt befinden sich parallel zur Bordkante. Der Brunnen ist im Eigentum des Landes Berlin. |
| Neukö                        | 0040   | Wildenbruchplatz Lage Hertzbergplatz 1450                                   | FSH-L 1980                         | 28,0 m 02-3 m         | Der Brunnen (OSM: 1435846280) steht im Norden des Wildenbruchplatzes, am Weigandufer einige Meter östlich der Kreuzung mit Wildenbruchstraße (ggü. Haus 76). Die Wildenbruchbrücke überspannt den Neuköllner Schifffahrtskanal, zu dem der Brunnenstandort 20 Meter über die Straßenbreite entfernt ist. 2010 stand an dieser Straßenecke noch eine Rümmlerpumpe im Kleinpflaster mit einer Rechteckmulde als Ablauf. Der Wasserfluss des als Ersatz gesetzten FSH-L ist aktiv, ein Hinweisschild „Kein Trinkwasser“ ist angebracht. |
| Buckw                        | 0041   | Schlierbacher Weg 24 Lage Buckow West 1850                                  | FSH-L 1975                         | 34,9 m 20-30 m        | Der Brunnen steht am nördlichen Bürgersteig vor Grundstück 24 (nahe beim Zugang) und gegenüber 23a/23b. Der Standort liegt 20 Meter vom Bogen zum Sandsteinweg. Der Brunnen ist in Ordnung fördert Wasser und hat kein Hinweisschild. In den 2010er Jahren wurde die ältere Rümmlerpumpe mit Hinweisschild durch den neuen Brunnenkörper ersetzt. |
| Britz                        | 0042   | Stavenhagener Straße 4 Lage Parchimer Allee 1100                            | Borsig 1977                        | 35,5 m 10-15 m        | Der Brunnen steht am nördlichen Gehsteig 40 Meter von der Fritz-Reuter-Allee entfernt, wo sich der Zugang zum U-Bahnhof Blaschkoallee befindet. Der Standort am Gehwegrand befindet sich etwa in der Mitte von Haus 4 der Stavenhagener Straße und Fritz-Reuter-Allee 4. Die Borsigsäule ersetzte in den späten 2010er Jahren eine ursprüngliche Rümmlerpumpe mit einer Rechteckmulde für den Wasserablauf zum Bordstein. Der Brunnen fördert Grundwasser, ist jedoch laut aufgeklebtem (aber beschädigtem) Hinweis „Kein Trinkwasser“. |
| Neukö                        | 0043   | Neuwedeller Straße 4 Lage Rollberg 1750                                     | <abgebaut>                         | * m 15-20 m           | Der Brunnen stand schon 2008 nicht mehr und blieb auch 2014 bei der Straßenbefahrung unerwähnt. Die Aussage Überbohrung vom Bezirksamt lässt eine Aussage über eine neue Aufstellung am alten Standort oder benachbart offen. Der Standort befand sich an der Mündung der Neuwedeller Straße auf den Mittelweg, an der westlichen Ecke liegt das Grundstück und der Gebäudekomplex der Zuckmayer-Schule (Kopfstraße 55) weiter östlich zur Morusstraße die Regenbogenschule (Morusstraße 32). Im Winkel zwischen Mittelweg und der nach Westen führenden Leykestraße steht der denkmalgeschützte Wasserturm. In der Planung für das Jahr 2020 ist eine Überbohrung eingetragen, was dem Wiederaufstellen eines stillgelegten Brunnens entspricht. Der Brunnen ist im Eigentum des Landes Berlin. |
| Rudow                        | 0044   | Prierosser Straße ggü. 65 Lage Alt-Rudow 300                                | Borsig 1970                        | 17,8 m 04–7 m         | Der Brunnen steht am südwestlichen Gehsteig 15 Meter von der Köpenicker Straße entfernt. Die Dorfkirche Rudow steht auf dem gegenüberliegenden Grundstück südwestlich der Kreuzung (Köpenicker Straße 175). 2008 stand auf diesem Grünstreifen 15 Meter von der Kreuzung noch die Rümmlerpumpe, die (wohl) auf Grund des Alters auf der gleichen Grundwasserbohrung durch eine Borsigsäule ersetzt wurde. Der neue Brunnenkörper fördert Wasser, das auf Grund des Hinweisschildes keine Eigenschaften nach Trinkwasserverordnung hat, wohl aber mit Behandlung für Notsituationen. Der Borsigbrunnen besitzt einen flachkegeligen Abschluss und kein Bezirkswappen, er wurde (wohl) um 2015 aufgestellt. Auch liegt für den Ablauf noch die gleiche Muldenplatte (Rechteck) wie zuvor. |
| Neukö                        | 0045   | Silbersteinstraße 109 Lage Silbersteinstraße 1500                           | Rümmler 1974                       | 32,5 m 15-20 m        | Der Brunnen (OSM: 3511103005) steht 15 Meter südlich der Silbersteinstraße am Eckhaus 109 in der Bambachstraße, auf halbem Weg zum Haus 4 an der Wendekehre. Die Rümmlerpumpe ist noch in Ordnung und fördert Wasser, das getestet wurde und laut Hinweisschild keine Trinkwassereigenschaften hat. Der Brunnen ist im Eigentum des Landes Berlin. |
| Neukö                        | 0046   | Kranoldplatz ggü. 5/6 Lage Glasower Straße 1700                             | Rümmler 1974                       | 27,5 m 10-15 m        | Der Brunnen (OSM: 2006551225) steht am Nordrand des Kranoldplatzes zwischen der zweiten und dritten Baumscheibe, 25 Meter von der Bendastraße. Mit dem Schild „Kein Trinkwasser“ versehen, fördert er betriebsbereit Grundwasser und wird von den Anwohnern aktiv betätigt und genutzt. Der Brunnen ist im Eigentum des Landes Berlin. |
| Rudow                        | 0047   | Efeuweg vor 28 Lage Blumenviertel 250                                       | Rümmler 1976                       | 41,1 m 04-7 m         | Der Brunnen (OSM: 1908841196) steht am westlichen Gehsteig vor der Sporthalle (Sportanlage Lipschitzallee, DeGeWo-Stadion). Dieses Grundstück der Schuleinrichtungen (Campus Efeuweg, vormals Liebig-Sekundarschule und Walt-Disney-Grundschule) an der westlichen Hausflucht des Gehsteigs gehört zur Gropiusstadt, der Brunnen auf dem Gehsteigrand liegt allerdings im Ortsteil Rudow. Vom Brunnenstandort 30 Meter nach Norden folgt der Bogen des Efeuwegs, südlich 30 Meter mündet von Osten der Maßliebweg. Der Brunnen gibt kein Wasser, da das Pumpwerk reparaturbedürftig ist. Das Hinweisschild Kein Trinkwasser ist vorhanden. Der Brunnen ist im Eigentum des Landes Berlin. |
| Neukö                        | 0048   | Weserstraße 198 Lage Reuterkiez 1650                                        | FSH-L 1980                         | 28,1 m 03-4 m         | Der Brunnen (OSM: 5434181526) steht in der Weserstraße an der Nordseite vor der Kita Villa Kunterbunt und 10 Meter nordwestlicher gegenüber der mündenden Tellstraße. Noch bis in die 2010er Jahre stand an dieser Stelle eine Rümmlerpumpe mit Schwengel und Austritt parallel zur Fahrbahn und als Ablauf eine rechteckige Muldenplatte mit einem Abflussrost angrenzend. Der neuere FSH-L ist funktionsfähig, gibt nach einigen Pumpenhüben Wasser, das Wasser hat laut Hinweisschild keine Trinkwasserqualität. |
| Neukö                        | 0049   | Bornsdorfer Straße 14 Lage Rollberg 1700                                    | Borsig 1977                        | 22,4 m 07-10 m        | Der Brunnen (OSM: 7386146849) steht 20 Meter nördlich von dem an der Mündung der Saltykowstraße versetzten Straßenlauf am westlichen Gehweg. Noch um 2010 stand auf dem unbefestigten Gehweg eine Rümmlerpumpe zwischen Charlottenburger Gehwegplatten ohne gesonderten Ablauf, Austritt zur Straße, Schwengel zum Gehweg, Hinweisschild kein Trinkwasser. Mittlerweile wurde der Brunnen durch eine Borsigsäule ersetzt, aus dem Wasser gefördert wird und der (2020) kein Hinweisschild „Kein Trinkwasser“ trägt. Der Brunnenkörper enthält das Wappen des Bezirks Neuköllns. Der Standort ist als Bundesbrunnen ausgewiesen. Auf dem anschließenden Grundstück befindet sich die „Humanistische Kindertagesstätte Bornsdorfer Straße“ Gegenüber auf Grundstück 15 befindet sich der Hort der Regenbogenschule Der Brunnen ist im Eigentum des Landes Berlin. |
| Britz                        | 0050   | Fulhamer Allee 50 Lage Parchimer Allee 1500                                 | FSH-L 1977                         | 32,2 m 10–15 m        | Der Brunnen steht in der Backbergstraße vor dem Eckgrundstück 20 Meter von der Fulhamer Allee. Über die letzte hinweg befinden sich die Dorfkirche Britz, eine Kindertagesstätte und die Filiale der Fritz-Karsen-Schule (Onkel-Bräsig-Straße 76). Zum Britzer Kirchteich sind es 150 Meter. Bis 2019 stand hier eine Rümmler-Pumpe mit Schäden an Pumpwerk und Frosthahn, was die Funktion des Brunnens verhinderte. Seit 2020 steht hier eine neue funktionsfähige FSH-L-Pumpe. Der Brunnen ist im Eigentum des Landes Berlin. |
| Britz                        | 0051   | Neumarkplan ggü. 6a Lage Britzer Garten 1200                                | Rümmler 1985                       | 30,6 m 10–15 m        | Der Brunnen steht im südlichen Bogen des Neumarkplans gegenüber von Reihenhaus 6a/6b und unweit der Stirnseite von 4c–4a. Der Brunnen trägt das Hinweisschild ist jedoch wegen der Störung des Pumpwerks nicht funktionsfähig. Der Brunnen ist im Eigentum des Landes Berlin. |
| Rudow                        | 0052   | Flurweg (#17) Lage Blumenviertel 600                                        | <FSH-L> 1974                       | 30,6 m 01,5-2 m       | Der Brunnen (OSM: 1995386673) stand im Flurweg an der Ostecke Petunienweg (Petunienweg 95). Der Standort liegt 10 Meter südöstlichen Gehweg (Flurweg) am Rand der quadratischen Kreuzungserweiterung. Die Pumpsäule wurde nach einem Pumpwerksschaden entfernt und es befinden sich nur noch eine Verschlusskappe und der Wasserablass im Gehwegpflaster. Der zuvor hier stehende dreiteilige Brunnenkörper ersetzte die zuvor hier vorhandene Rümmlerpumpe von 1974, diese stand wohl noch 2012 an dieser Stelle. Diese original gesetzte Pumpe stand mit dem Schwengel vom Gehweg bedienbar und dem Austritt zum Bordstein im Kleinpflaster der Rasenfläche am Gehweg, die einige Meter hin als Parkfläche „längs zur Fahrbahn“ führt. Zur alten Zapfstelle gehörte eine Muldenplatte für den Ablauf von Pumpwasser. Der Brunnen ist im Eigentum des Landes Berlin. |
| Rudow                        | 0053   | Wendehalsweg ggü. 39 Lage Vogelviertel Nord 350                             | Rümmler 1982                       | 30,1 m 07-10 m        | Der Brunnen steht im Wendehalsweg am westlichen Gehsteig 25 Meter südlich vom Laubsängerweg, das anliegende Grundstück ist zur Rudower Straße 30a/30b adressiert. Der Brunnen fördert Wasser und trägt (2019) kein Hinweisschild zur Eignung als Trinkwasser. Der Brunnen ist im Eigentum des Landes Berlin. |
| Rudow                        | 0054   | Rhodeländerweg ggü. 73 Lage Waßmannsdorfer Chaussee 250                     | Rümmler 1982                       | 39,2 m 02-3 m         | Der Brunnen (OSM: 2083532825) steht Rhodeländerweg gegenüber vom Eckgrundstück 73-77, an der nordwestlichen Straßenseite 20 Meter vom gegenüber mündenden Leghornweg. Das Rudower Fließ auf der Brunnenseite ist von der der Straße 70 Meter entfernt und durch ein Erlenbruch zur Rasenfläche der nördlichen Straßenseite verdeckt. Der Rhodeländerweg biegt nach Süden ab, an der Fließwiese führt der Klein-Ziethener Weg noch 500 Meter vom Brunnen an die Landesgrenze. Der Brunnen ist in unbetreutem Zustand und fördert kein Wasser, er steht auf der Reparaturliste. Er trägt (2019) ein Hinweisschild „Kein Trinkwasser“. Der Brunnen ist im Eigentum des Landes Berlin. |
| Buckw                        | 0055   | Quarzweg neben 28 Lage Buckow West 450                                      | FSH-L 1972                         | 36,6 m 20-30 m        | Der Brunnen steht am nördlichen Gehsteig gegenüber der Garagenanlage auf dem Eckgrundstück Grünsteinweg, von dessen Mündung er 35 Meter entfernt ist. Der Brunnen fördert kein Wasser, da er (2019) repariert werden sollte und trägt ein Hinweisschild. Nördlich vom Gehweg des Quarzwegs liegt die KGA Pöthig im Ortsteil Britz. Der Brunnen ist im Eigentum des Landes Berlin. |
| Rudow                        | 0056   | Bildhauerweg 21 Lage Zittauer Straße 300                                    | Rümmler 1972                       | 29,1 m 10-15 m        | Der Brunnen (OSM: 1885649685) steht am südlichen Gehsteig des Bildhauerwegs 20 Meter vom gegenüber mündenden Schriftsetzerweg und 40 Meter zur Kreuzung Werkzeugmacherweg. Da das Pumpwerk gestört ist fördert (2019) der Brunnen kein Wasser, ein Hinweisschild ist angebracht. Der Brunnen ist im Eigentum des Landes Berlin. |
| Britz                        | 0057   | Hannemannstraße / Riesestraße 1 Lage Buschkrugallee Nord 450                | FSH-L 1974                         | 38 m 03-4 m           | Der Brunnen steht am südlichen Gehsteig der Hannemannstraße vor dem Eckgrundstück mit der Tagesklinik, 25 Meter von der Mündung Riesestraße. Bis 2019 stand hier eine Rümmler-Pumpe, die Wasser förderte, aber Reparaturbedarf an Frosthahn und Ständer aufwies. Seit 2020 ist eine neue funktionsfähige FSH-L-Pumpe zu finden. Sie ist mit dem Hinweis „Kein Trinkwasser“ versehen. Der Brunnen ist im Eigentum des Landes Berlin. |
| Neukö                        | 0058   | Werbellinstraße 51 Lage Rollberg 1000                                       | Wolf 1990                          | 40,0 m 15-20 m        | Der Brunnen (OSM: 3116871596) steht an der Südseite Werbellinstraße gegenüber der Straßendurchfahrt „Am Sudhaus“, die Morusstraße mündet 100 Meter nach Osten. Die Auffangplatte seitlich der Brunnensäule unter dem Austrittsrohr besitzt eine quadratische Mulde und fördert nach mehreren Pumphüben Wasser, das Hinweisschild verweist auf fehlende Wasserqualität. |
| Neukö                        | 0059   | Weisestraße 59 Lage Schillerpromenade 1450                                  | FSH-L 1970                         | 29,2 m 20-30 m        | Der Brunnen (OSM: 1399155182) steht in der Weisestraße 59 südlich der Westecke der Selchower Straße. Der Brunnen ist funktionsfähig fördert trinkbares Wasser. |
| Neukö                        | 0060   | Rosegger-/Werrastraße Lage Hertzbergplatz 1500                              | Wolf 1980                          | 31,6 m 0!!3-4 m       | Der Brunnen steht am westlichen unbefestigten grünen Gehweg der Roseggerstraße 10 Meter von der Fahrbahn der Werrastraße. Der Brunnen ist funktionsfähig und fördert Wasser. |
| Neukö                        | 0061   | Bartastraße neben 9 (Wendekehre) Lage Rixdorf 1650                          | <Rümmler>                          | * m 03-4 m            | Die Rümmlerpumpe stand noch 2010 an der Ostseite der Wendekehre neben dem Wohnhaus und ist (2019) als Überbohrung aufgezeichnet. 2014 war sie bereits stillgelegt und abgebaut, zu einer Neuaufnahme sind keine Belege benannt. In der Planung für das Jahr 2020 ist eine Überbohrung eingetragen, was dem Wiederaufstellen eines stillgelegten Brunnens entspricht. Der Brunnen ist im Eigentum des Landes Berlin. |
| Britz                        | 0062   | Wesenberger Ring 10 Lage Parchimer Allee 1050                               | Wolf 1970                          | 26,9 m 20-30 m        | Der Brunnen (OSM: 2018108711) steht Wesenberger Ring 10 am inneren Bogen der Ringstraße. dicke Unterteil Säule (zweiteilig) Ansatz für Schwengelbolzen an beiden Seiten konkav, Handgriff mit Kugel. Der Brunnen ist reparaturbedürftig, fördert aber Wasser, das jedoch mit Kein Trinkwasser nicht als trinkbar beklebt ist. Der Brunnen ist im Eigentum des Landes Berlin. |
| Neukö                        | 0063   | Schönstedt-/ Donaustraße (28) Lage Donaustraße 1650                         | FSH-L 1971                         | 19,4 m 03-4 m         | Der Brunnen (OSM: 5518031304) steht an der Nordecke des Gebäudekomplexes vom Rathaus Neukölln am südlichen Gehsteig Donaustraße 10 Meter von Schönstedtstraße. Der Brunnen steht neben der Parkfläche „quer zur Straße“ in letztere einige Meter zur Häuserflucht hinein. Der Brunnen fördert Wasser, das aber keine Trinkwasserqualität hat. Noch bis in die 2010er Jahre stand an diesem Platz eine (ältere) Wolfsäule mit dem im Durchmesser größeren Unterteil, an dem das Austrittsrohr angeflanscht war. Entsprechend war deren Schwengel am konkav ausgeformten Bolzenansatz und einer Kugel am Handgriff angestattet. Dieser wurde Ende der 2010er durch einen FSH-L ersetzt. |
| Neukö                        | 0064   | Thomasstraße ggü. 17 Lage Körnerpark 1050                                   | FSH-L 1977                         | 28,0 m 03-4 m         | Der Brunnen (OSM: 5518031307) steht an der Südseite der Parkanlage Thomashöhe gegenüber von Thomasstraße 17, am Mittelweg des Parks. Vor dem Brunnen ist auf der Straße „Parken quer zur Straße“ aufgetragen. Er wird von zwei Pollern vor Beschädigung durch einparkende Autos geschützt. Das Wasser der funktionstüchtigen Pumpe kann durch ein in den Boden eingelassenes Gitter (Straßeneinlass) abfließen. Die Halterung des Austrittsrohrs liegt an einer langen Hülse des mittleren Zylinders. 2009 fanden Straßenbauarbeiten statt, wobei die Rümmlerpumpe auf der Bauseite stand, jedoch mit seinen zwei Pollern außerhalb der Wand blieb. Bei den Befahrungsdaten von 2015 ist der Brunnen nicht erfasst, wurde aber 2018 in Open Street Map mit Status ok eingetragen. |
| Britz                        | 0065   | Am Straßenbahnhof (#55) Lage Tempelhofer Weg 1350                           | <Wolf>                             | * m 03-4 m            | Der Brunnen stand Am Straßenbahnhof 56-57/Ecke Gradestraße. 2019 als Überbohrung eingetragen wurde er stillgelegt und abgebaut. Noch bis in die 2010er Jahre stand ein älterer zweiteiliger Wolfsbrunnen vor dem Grünquadrat auf Grundstück 55 neben Baum und Hecke zwischen den Wohnhäusern des Wohnblocks 29–53 und 57–61 (Nummer 61 bereits als Eckhaus der Gradestraße). Der Brunnen stand in den Mosaikplatten mit einer rechteckigen Muldenplatte im Kleinpflaster unter dem Austritt. Charakteristisch die an den Seiten konvexe Dreiecksform des Ansatzes für den Schwengelbolzen. Der Abbau erfolgte 2012/2013, bei der Befahrung 2014/2015 wurde er nicht mehr erfasst. In der Planung für das Jahr 2020 ist eine Überbohrung eingetragen, was dem Wiederaufstellen eines stillgelegten Brunnens entspricht. Der Brunnen ist im Eigentum des Landes Berlin. |
| Rudow                        | 0066   | Krokusstraße 80 Lage Waßmannsdorfer Chaussee 800                            | Wolf 1989                          | 34,0 m 04-7 m         | Der Brunnen (OSM: 1915372557) steht an der Prierosser Straße gegenüber von 28a nordöstlicher Gehsteig, dreieckige Spitze der Krokusstraße. Auf diesem Grundstück befindet sich ein Ristorante „Casa Montela“, der Brunnen steht am Eingang des Biergartens. Das Pumpwerk muss (2019) repariert werden, der Brunnen fördert kein Wasser. Ein Schild „Kein Trinkwasser“ ist nicht vorhanden. Der Austritt des Brunnenwassers ist am Säulenrohr angeflanscht, am Boden darunter die Platte mit rechteckiger Mulde für den Auslauf. Der Brunnen ist im Eigentum des Landes Berlin. |
| Neukö                        | 0067   | Geygerstraße 7 Lage Rixdorf 1400                                            | FSH-L 1972                         | 38,0 m 03-4 m         | Der Brunnen steht am westlichen Gehsteig 20 Meter zur Donaustraße zwischen der ersten und zweiten Baumscheibe. 2009 stand noch eine ältere zweiteilige Brunnensäule mit dem Schwengel zum Gehweg, mit dem Austritt zur Straße und der Platte mit Muldenrechteck und Abflussrinne für den Ablauf über den Bordstein. Der Standort ist am Eckhaus und dem Zugang mit Tür zum zurückgesetzten Wohngebäude. Der neue FSH-L wurde in den 2010er Jahren gesetzt, fördert aber (Stand 2020) kein Wasser. Der Brunnen 67 wurde deshalb von den Neuköllner Bezirksabgeordneten behandelt. Der Brunnen ist im Eigentum des Landes Berlin. |
| Rudow                        | 0068   | Zwickauer Damm 65 Lage Zittauer Straße 400                                  | Borsig 1977                        | 31,1 m 07-10 m        | Der Brunnen (OSM: 1883655330) steht vor dem Zwickauer Damm 65, dem östlichen Eckgrundstück zur Zittauer Straße, 50 Meter nördlich von dieser. Der Standort befindet sich zwischen Bordstein und Radweg, nach Nordosten am Zufahrtsweg zu den Wohnblöcken 67 und 69, die parallel zur Zittauer Straße liegen. Schwengel und Austritt sind parallel zur Bordkante im Kleinpflaster. Ein rundes Abflussgitter liegt unter dem Wasserauslass. Der Borsig-Brunnen förderte im Spätsommer 2020 kein Wasser. Noch ein Jahr zuvor stand hier eine Rümmlerpumpe mit einer Pumpwerkstörung. Ein Hinweisschild „Kein Trinkwasser“ ist am Brunnenkörper angebracht. Der Brunnen ist im Eigentum des Landes Berlin. |
| Britz (eigentlich Tempelhof) | 0069   | Schaffhausener Straße (ggü.) 19 Lage Germaniagarten ***                     | Wolf ***                           | 26,0 m 03-4 m         | Der Brunnen (OSM: 7386146846) steht auf dem Rasenstreifen der Baumflucht des westlichen Gehwegs vor der Industriehalle Paul W. Beyvers GmbH Chemisch-Pharmazeutische Fabrik auf Grundstück 26/2 gegenüber vom Wohnhaus 21 des viergeschossigen Wohnblocks von 1927/1928. Es sind 20 Meter zu dessen (beschrankter) Durchfahrt in die Wohnanlage Germaniagarten. Am Brunnen liegt für den Ablauf eine Rechteckplatte mit Mulde im Pflasterkarree. Der Standort des Wolfsbrunnen ist nach Neuköllner Liste mit Nummer 69 unter Schaffhausener Straße angegeben. Ungeklärt bleibt, warum der in Tempelhof liegende Brunnenstandort 69 auf der Neuköllner Liste aufgenommen ist. Der Brunnen ist im Eigentum des Landes Berlin. |
| Rudow                        | 0070   | Rufacher Weg ggü. 7 Lage Buckow Mitte 800                                   | Rümmler 1985                       | 28,1 m 20–30 m        | Der Brunnen steht am nördlichen Gehweg 25 Meter zum mündenden Leonberger Straße (Eckgrundstück Rufacher Weg 8/10, viergeschossiges Wohnhaus). Die Rümmlerpumpe stand bereits 2009, mit Schwengel und Austritt parallel zum Bordstein und der Rechteckmulde im Kleinpflaster. Für 2019 ist der Brunnen mit „Reparatur Pumpwerk, Frosthahn“ vermerkt und fördert so kein Wasser. Der Brunnen ist im Eigentum des Landes Berlin. |
| Grops                        | 0071   | Severingstraße 13 Lage Gropiusstadt Süd 1200                                | Rümmler 1984                       | 25,9 m 15-20 m        | Der Brunnen steht am östlichen Gehsteig 40 Meter südlich vom Bohm-Schuch-Weg. 80 Meter nach Osten befindet sich ein Regenwasserrückhaltebecken. Der Brunnen fördert Wasser in für Trinkzwecke geeigneter Form, er trägt kein Hinweisschild. Der Brunnen ist im Eigentum des Landes Berlin. |
| Grops                        | 0072   | Imbuschweg 39 Lage Gropiusstadt Nord 700                                    | Wolf 1985                          | 26,0 m 15-20 m        | Der Brunnen (OSM: 2090041557) steht Imbuschweg (in Höhe Hausnr. 39), am Wendebogen östlich der Gropius-Passagen, 75 Meter südlich der Johannisthaler Chaussee. Der Brunnen fördert Wasser, aber nicht als Trinkwasser. |
| Grops                        | 0073   | Löwensteinring / Walter-May-Weg 2–3 Lage Gropiusstadt Nord 1000             | Rümmler 1982                       | 25,8 m 20-30 m        | Der Brunnen (OSM: 3265261071) steht am Löwensteinring an der Straßennordseite etwa 40 Meter westlich der Einmündung zum Walter-May-Weg vor einem Spielplatz. Der funktionsfähige Brunnen ist mit dem Hinweis „Kein Trinkwasser“ gekennzeichnet. Der Brunnen ist im Eigentum des Landes Berlin. |
| Grops                        | 0074   | Agnes-Straub-Weg ggü. 8 Lage Gropiusstadt Ost 1400                          | Rümmler 1976                       | 28,3 m 07-10 m        | Der Brunnen (OSM: 1898835482) steht Agnes-Straub-Weg ggü. 8 am östlichen Gehsteig, bevor sich die Wendekehre teilt. Der Brunnen ist nicht betriebsbereit weghen des kaputten Pumpwerks, auch der Ständer hat Schäden. Der Brunnen ist im Eigentum des Landes Berlin. |
| Grops                        | 0075   | Imbuschweg 23 Lage Gropiusstadt Nord 950                                    | FSH-L 1977                         | 25,2 m 15-20 m        | Der Brunnen steht an der Ostseite vom Otto-Wels-Ring 20 Meter vom Imbuschweg nach Nord. 2020 stand hier ein neu aufgestellter FSH-L-Brunnen, nach dem ein zuvor hier stehender Rümmlerbrunnen reparaturbedürftig kein Wasser förderte. Das Hinweisschild „Kein Trinkwasser“ ist vorhanden. Der Brunnen ist im Eigentum des Landes Berlin. |
| Neukö                        | 0076   | Herrfurthstraße 7 Lage Schillerpromenade 1350                               | FSH-L 1973                         | 36,1 m 15-20 m        | Der Brunnen (OSM: 1397164192) steht Herrfurthstraße 7 (Eckhaus Weisestraße 15) an der Nordwestecke beider Straßen, neben den Parktaschen der Herrfurthstraße. Mit dem Schild „Kein Trinkwasser“ versehen und beim Test April 2018 kam bräunliches Wasser aus der Pumpe. Am Mittelteil des Körpers ist eine kurze Erweiterung für den Wasseraustritt vorhanden. Bis in die 2010er Jahre stand an diesem Ort eine Rümmlerpumpe. |
| Buckw                        | 0077   | Asbestweg 2-4 Lage Buckow West 700                                          | Rümmler 1981                       | 42,2 m 20-30 m        | Der Brunnen steht neben dem Hauszugang am nördlichen Gehsteig und grenzt an die Parkfläche „quer zur Straße“. Im Jahr 2009 stand die Rümmlerpumpe doch bei den Befahrungsdaten 2014 fehlt dieser Standort, seit 2016 steht gewiss wieder ein Brunnen. Nach den Unterlagen war der Brunnen im Pumpwerk und dem Ständer reparaturbedürftig, ein Hinweisschild war vorhanden. Der Brunnen ist im Eigentum des Landes Berlin. |
| Grops                        | 0078   | Theodor-Loos-Weg 13 Lage Gropiusstadt Ost ***                               | <abgebaut>                         | * m 03-4 m            | Der Brunnen stand (wohl) am südlichen Gehweg vom Theodor-Loos-Weg, 90 Meter nach Osten kreuzt der Harry-Liedtke-Pfad. Zwischen diesem für die Gropiusstadt typischen Fußweg und dem Zwickauer Damm befindet sich die Schule am Zwickauer Damm (Zwickauer Damm 16-22). Im gesamten nördlichen Bogen ist 2008 kein Brunnen vorhanden. Der Brunnen wurde in den 2000er Jahren stillgelegt und abgebaut, in den Unterlagen ist Überbohrung eingetragen. In der Planung für das Jahr 2020 ist eine Überbohrung eingetragen, was dem Wiederaufstellen eines stillgelegten Brunnens entspricht. Der Brunnen ist im Eigentum des Landes Berlin. |
| Grops                        | 0079   | Theodor-Loos-Weg (ggü. #52) Lage Gropiusstadt Ost 1500                      | Wolf 1989                          | 36,0 m 10-15 m        | Der Brunnen (OSM: 2091438341) steht am Theodor-Loos-Weg (ggü. Hausnummer 52), 50 Meter östlich der Wutzkystraße, am südlichen Gehsteig. Nicht als Trinkwasser geeignet, ist der Brunnen wegen Schaden am Pumpwerk nicht betriebsbereit. Auf dem Eckgrundstück Wutzkyallee / Theodor-Loos-Weg ist geplant bis 2021 durch den Beamten-Wohnungs-Verein zu Berlin ein Wohnhochhaus zu errichten. Durch die Baumaßnahmen ist der Brunnen hinter einem Bauzaun unzugänglich. Der Brunnen ist im Eigentum des Landes Berlin. |
| Grops                        | 0080   | Friedrich-Kayßler-Weg/Walter-Franck-Zeile Lage Gropiusstadt Ost 1350        | FSH-L 1977                         | 31,6 m 15-20 m        | Der Brunnen (OSM: 1917378524) steht Friedrich-Kayßler-Weg, an der Nordseite der Fahrbahn sind es 10 Meter zur gedeckelten U-Bahn-Trasse, und vön Süden mündet gegenüber die Walter-Franck-Zeile. Bis 2019 befand sich an diesem Standort eine reparaturbedürftige Rümmler-Pumpe, 2020 ein erneuerter FSH-L-Brunnen. Der Brunnen ist im Eigentum des Landes Berlin. |
| Grops                        | 0081   | Eugen-Bolz-Kehre Lage Gropiusstadt Nord ***                                 | Rümmler 1982                       | 24,6 m 010-15 m       | Der Brunnen steht an der östlichen Straßenseite 30 Meter vor dem Wendehammer und 130 Meter von der Fritz-Erler-Allee entfernt. Wegen des Schadens am Pumpwerk fördert der Brunnen kein Wasser. Für 2020 ist Reparatur Pumpwerk, Frosthahn, Ständerkörper, Straßeneinlauf aufgenommen mit einem Finanzbedarf von 9100.- Euro. Der Brunnen ist im Eigentum des Landes Berlin. |
| Neukö                        | 0082   | Nansenstraße 10 Lage Reuterkiez ***                                         | <Rümmler> 1974                     | * m 3-4 m             | Der Brunnen (OSM: 1907577388) stand bis Ende der 2010er Jahre (bis nach 2018) im Reuterkiez an der Südseite der Framstraße, südöstliche Ecke mit der Nansenstraße (Grundstück Nansenstraße 10). Der Abfluss gelangte in einen rechteckigen Muldenstein und über den Bordstein in die Straßenentwässerung. Der Brunnen stand auf dem Pflasterstreifen des Gehwegs zur Fahrbahn. Im Anhang der AGH-Liste (2020) ist der Brunnen, der nach OSM (2018: broken) noch stand, als abgebaut und überbohrt aufgenommen. Der Brunnenkörper wurde (nach 2018) abgebaut, der Brunnen ist stillgelegt. Der Brunnen ist im Eigentum des Landes Berlin. |
| Neukö                        | 0083   | Weserstraße 141 Lage Hertzbergplatz 1450                                    | Rümmler 1974                       | 30,3 m 04-7 m         | Der Brunnen steht in Höhe der Weserstraße 141 neben der Parkplatzzufahrt zum fünfgeschossigen Wohnhaus. Der Brunnen steht erhöht auf dem Sockelrohr und ist mit einem Pfosten gegen Anfahren gesichert. Auf dem Gehweg zwischen Radweg und Bordstein steht er 35 Meter von der Roseggerstraße entfernt, über dem Austritt befindet sich ein Schild „Kein Trinkwasser“. Der Abfluss gelangt von der Rechteckmulde über Formsteine und Bordstein in den Straßenablauf. Der Brunnen hat einen Schaden am Pumpwerk. „Schon im April (2018) habe [eine Anwohnerin] dem Bezirksamt gemeldet, dass dort kein Wasser fließt … Bei einer allgemeinen Kontrolle im Mai 2018 habe der Brunnen noch funktioniert, heißt es […]“ Der Brunnen ist im Eigentum des Landes Berlin. |
| Britz                        | 0084   | Britzer Damm ggü. 31 / Jahnstr. Lage Buschkrugallee Nord 1700               | Rümmler 1981                       | 33,2 m 07-10 m        | Der Brunnen steht von der mündenden Jahnstraße 25 Meter nach Süden am westlichen Gehsteig des Britzer Damms. Er hat einen Schaden am Pumpwerk und fördert kein Wasser. Der Brunnen ist im Eigentum des Landes Berlin. |
| Buckw                        | 0085   | Rufacher Weg (68) Lage Buckow Mitte 750                                     | FSH-L 1969                         | 36,0 m 20-30 m        | Der Brunnen (OSM-ID: 1925692085) steht am westlichen Gehsteig vom Rufacher Weg zwischen Mündung Bienwaldring/Breitunger Weg (15 Meter) und Marienfelder Chaussee / Alt-Buckow (30 Meter). Gegenüber vom Brunnen steht die zweigeschossige Wohnhauszeile Alt-Buckow 58/58a. Mit dem Schild „Kein Trinkwasser“ versehen, er fördert betriebsbereit Wasser. Vor der Aufstellung der ersetzenden FSH-L stand bis in die 2010er Jahre an dieser Stelle eine zweiteilige Wolfsäule mit dickerem Unterteil. |
| Rudow                        | 0086   | Krokusstraße 15 Lage Alt-Rudow 200                                          | Wolf 1969                          | 25,4 m 03-4 m         | Der Brunnen steht 50 Meter von der Spitzecke mit dem Buchsbaumweg an der Westseite der Krokusstraße. Der Brunnen, eine zweiteilige Wolfsäule, ist betriebsbereit und besitzt eine umfangreiche Hinweisliste zur Nutzung: Kein Trinkwasser und Autowaschverbot. Der Brunnen ist im Eigentum des Landes Berlin. |
| Britz                        | 0087   | Grüner Weg 64 / Bruno-Traut-Ring Lage Parchimer Allee 1800                  | <Wolf> 1969                        | 29,3 m 15-20 m        | Der Brunnen stand unmittelbar an der westlichen Ecke des Grünen Wegs zum Bruno-Traut-Ring. Wegen Schäden am Pumpwerk förderte der Brunnen kein Wasser und war 2020 abgebaut. Zuvor stand hier eine zweiteilige Säule mit dickerem Unterteil und einer Rechteckmulde unter dem Austritt. Der Standort gehört zu den Bundesbrunnen. |
| Britz                        | 0088   | Talberger Straße 9 Lage Parchimer Allee 1350                                | FSH-L 1969                         | 21,3 m 20-30 m        | Der Brunnen (OSM: 5517246676) steht Talberger Straße 9 (vor Stirnseite des querstehenden Blocks an der Südseite), 20 Meter östlich der Paster-Behrens-Straße. Die Erweiterung mit dem Ansatz für das Austrittsrohr ist in der langen Hülse vorhanden, das Wasser gelangt über den Tränkstein mit rechteckiger Mulde in die Straßenentwässerung. Diese Zapfstelle gehört zu den Bundesbrunnen, er ist betriebsbereit und besitzt ein Hinweisschild. |
| Neukö                        | 0089   | Lenaustraße 8 Lage Reuterkiez 1750                                          | Wolf 1969                          | 21,3 m 03-4 m         | Der Brunnen steht am südlichen Gehweg der Lenaustraße 20 Meter zur Hobrechtstraße. Diese zweiteilige Wolfsäule gehört zu den Bundesbrunnen. |
| Britz                        | 0090   | Lowise-Reuter-Ring 27(*29) Lage Parchimer Allee 800                         | Wolf 1969                          | 21,3 m 15-20 m        | Der Brunnen (OSM: 1433644170) steht Lowise-Reuter-Ring 27 zum Haus 29 (Hufeisensiedlung) auf dem inneren Gehweg 40 Meter südlich „Hüsung“. Die zweiteilige Wolfsäule ist betriebsbereit, trägt den Hinweis „Kein Trinkwasser“ und gehört zu den Bundesbrunnen. |
| Rudow                        | 0091   | Glockenblumenweg 39 Lage Blumenviertel 600                                  | Rümmler 1970                       | 32,6 m 3-4 m          | Der Brunnen (OSM: 1902853331) steht vor dem Eckgrundstück Glockenblumenweg 39, nach Südost 35 Meter vom Fenchelweg. Der funktionsfähige Brunnen gehört zu den Bundesbrunnen. |
| Buckw                        | 0092   | Kormoranweg/Rotschwanzweg Lage Vogelviertel Süd 450                         | Rümmler 1970                       | 39,7 m 10-15 m        | Der Brunnen steht vor dem Vivantes-Klinikum am östlichen Gehsteig zwischen Radweg und Bordstein in Höhe vom Rotschwanzweg, gegenüber der Stirnseite Haus 2. Der Bundesbrunnen ist nicht einsatzfähig und gibt wegen Pumpwerkschaden kein Wasser. |
| Buckw                        | 0093   | Kormoranwg 60 Lage Vogelviertel Süd 650                                     | Rümmler 1970                       | 27,6 m 03-4 m         | Der Brunnen steht vor den zum Kormoranweg adressierten Wohnhäusern auf dem nördlichen Gehsteig der Fritz-Erler-Allee zwischen Bordstein und Radweg. Der Kormoranweg mündet 40 Meter östlich vom Standort. Der Bundesbrunnen ist nicht einsatzbereit wegen eins Schadens am Pumpwerk.Fritz-Erler-Allee |
| Grops                        | 0094   | Ulrich-von-Hassel-Weg neben 5 Lage Gropiusstadt Ost 700                     | FSH-L 1971                         | 26,1 m 15-25 m        | Der Brunnen (OSM: 2074394155) steht Ulrich-von-Hassel-Weg östlicher vom neungeschossigen Wohnblock 5/7 am nördlichen Gehweg des Wendehammers. Benachbart ist das Vogelschutzgebiet am Wildmeisterdamm (Zugang von der Lipschitzallee aus). Der funktionsfähige Bundesbrunnen fördert Wasser. Die zuvor am Ort stehende Rümmlerpumpe wurde in den 2010er Jahren durch einen neuen Brunnenkörper ersetzt. |
| Britz                        | 0095   | Martin-Wagner-Ring 16 Lage Parchimer Allee 1650                             | Wolf 1971                          | 34,9 m 20-30 m        | Der Brunnen steht am westlichen Gehsteig im östlichen Abschnitt der Ringstraße. Der Bundesbrunnen fördert Wasser. |
| Buckw                        | 0096   | Muschelkalkweg ggü. 1 Lage Buckow West 350                                  | Krause                             | * m 20-30 m           | Der Brunnen steht am östlichen Rand des Muschelkalkwegs, wenige Meter nördlich der Einmündung in die Marienfelder Chaussee. Bis in die 2010er Jahre stand hier eine einteilige Wolf-Säule, die vor 2015 abgenaut wurde. Etwa 2020 wurde das restaurierte Krause-Modell aufgestellt. |
| Buckw                        | 0097   | Delmer Steig 7/7a Lage Buckow Mitte 500                                     | Rümmler 1971                       | 38,1 m 20-30 m        | Der Brunnen steht vor der Wendekehre am östlichen Gehsteig, 30 Meter zur Salmbaacher Straße. Der Bundesbrunnen ist funktionsfähig und fördert Wasser, ein Hinweisschild Kein Trinkwasser ist angebracht. |
| Grops                        | 0098   | Zadekstraße 16a Lage Gropiusstadt Nord 1450                                 | Wolf 1971                          | 28,6 m 03-4 m         | Der Brunnen steht im Stieglitzweg am nördlichen Gehweg vor dem auf dem nördlichen Grundstück stehenden Achtgeschosser. Zur Zadekstraße steht der funktionsfähige Bundesbrunnen 40 Meter, er fördert Wasser und ein Hinweisschild ist angebracht. |
| Neukö                        | 0099   | Oderstraße ggü. 17 Lage Silbersteinstraße 1500                              | <Rümmler> 1971                     | 33,1 m 15-20 m        | Der Brunnen (OSM: 1870338693) stand gegenüber der Parkseite des Werner-Seelenbinder-Sportparks (Stadionpark Neukölln) vor dem Fünfgeschosser Oderstraße 17 nahe 16. Die Warthestraße mündet 60 Meter südlich. Der Bundesbrunnen war reparaturbedürftig und förderte kein Wasser, er wurde um das Jahr 2020 abgebaut. |
| Britz                        | 0100   | Buschkrugallee/Dürtenstraße Lage Parchimer Allee 1500                       | Rümmler 1971                       | 28,5 m 07-10 m        | Der Brunnen steht 30 Meter – zwischen der zweiten und dritten Baumscheibe – von der Dürtenstraße, die auf die Buschkrugallee als Fußweg mündet. Der Bundesbrunnen fördert Wasser und besitzt das Hinweisschild „Kein Trinkwasser“. Am Standort im Kleinpflaster liegt für den Ablauf eine rechteckige Muldenplatte. |
| Buckw                        | 0101   | Heideläuferweg 67 Lage Buckow Ost 250                                       | Rümmler 1972                       | 33,6 m 20-30 m        | Der Brunnen ist funktionsfähig, fördert Wasser und besitzt ein Hinweisschild. Er steht 50 Meter nördlich der Ringslebenstraße am östlichen Gehweg vom Heideläuferweg. Neben dem Brunnen innerhalb der Meteorplatten – mit Schwengel und Austritt parallel zum Bordstein – liegt die Rechteckmulde für den Ablauf, davor auf der Straße ist eine für Parken gesperrte Fläche aufgezeichnet. Der Brunnen ist im Eigentum des Landes Berlin. |
| Grops                        | 0102   | Anna-Simsen-Weg neben 6 Lage Gropiusstadt Nord 1500                         | Rümmler 1972                       | 35,2 m 15-25 m        | Der Brunnen (OSM: 3265261074) steht Anna-Siemsen-Weg neben 6 am nördlichen Gehweg zur beginnenden Wendekehre. Der Standort liegt südöstlich der Gropius-Passagen. Nicht als Trinkwasser geeignet, fördert der Brunnen funktionsfähig Wasser. Der Brunnen ist im Eigentum des Landes Berlin. |
| Grops                        | 0103   | Wermuthweg 12a Lage Gropiusstadt Süd 600                                    | <abgebaut>                         | * m 15-20 m           | Der Brunnen stand im Wermuthweg 150 Meter zur Johannisthaler Chaussee, gegenüber vom Zwölfgeschosser Nummer 7 und wurde vor 2008 außer Stand gesetzt und abgebaut. In der Planung für das Jahr 2020 ist eine Überbohrung eingetragen, was dem Wiederaufstellen eines stillgelegten Brunnens entspricht. |
| Britz                        | 0104   | Buckower Damm 109 Lage Handwerker-Siedlung 400                              | Rümmler 1973                       | 34,1 m 15-20 m        | Der Brunnen steht 120 Meter zum Zimmererweg am östlichen Gehsteig des Buckower Damms vor der viergeschossigen Wohnhauszeile. Der Brunnen ist nicht funktionsfähig, besitzt für den Ablauf eine Rechteckplatte auf dem Kleinpflasterstreifen. Der Brunnen ist im Eigentum des Landes Berlin. |
| Buckw                        | 0105   | Dröpkeweg 10 Lage Buckow Ost 150                                            | Rümmler 1973                       | 40,4 m 07-10 m        | Der Brunnen steht am Nordostgrundstück Dröpkeweg/Renschweg auf dem nördlichen Gehsteig Dröpkeweg und 20 Meter zum Renschweg. Der Brunnen fördert kein Wasser und ist komplett reparaturbedürftig. Der Brunnen ist im Eigentum des Landes Berlin. |
| Buckw                        | 0106   | Wildmeisterdamm (273) Lage Buckow Ost 150                                   | Rümmler 1973                       | 40,8 m 15-20 m        | Der Brunnen steht am südlichen Gehsteig gegenüber von Wildmeisterdamm 274 auf dem Eckgrundstück Turfweg 2, fünf Meter von der Mündung Turfweg. Der Bundesbrunnen fördert kein Wasser, das Pumpwerk ist reparaturbedürftig, ein Hinweisschild ist vorhanden. |
| Buckw                        | 0107   | Laubsängerweg neben 8 Lage Vogelviertel Nord 1000                           | Rümmler 1973                       | 33,8 m 03-4 m         | Der Brunnen steht 20 Meter vom Möwenweg an der Südseite vom Laubsängerweg vor dem unbebauten Eckgrundstück Nummer 6 (Rasenplatz). Der benachbarte Wohnblock Nr. 8-10a steht zur Rudower Straße. Der Bundesbrunnen fördert Wasser und ist in Ordnung. |
| Rudow                        | 0108   | Seidelbastweg 158 Lage Blumenviertel 400                                    | FSH-L 1973                         | 24,5 m 03-4 m         | Der Brunnen (OSM: 1950377757) steht Seidelbastweg 185, 40 Meter von der Stubenrauchstraße an der Südwestseite, 50 Meter vom Tanklager am Hafen Rudow West. Der Brunnen steht auf einer Formsteinfläche im Grünstreifen am Gehweg. Der Tränkstein liegt mit seiner Rinnen zur Fahrbahn. Der Wasseraustritt ist ebenfalls zur Fahrbahn gerichtet und ist am langen Rohrteil der FSH-L verschraubt. Wegen eines Pumpwerkschadens fördert er kein Wasser. Das Wasser ist nicht als „Kein Trinkwasser“ ausgewiesen. Der Brunnen ist im Eigentum des Landes Berlin. |
| Rudow                        | 0109   | Löwenzahnweg 20 Lage Blumenviertel 400                                      | Rümmler 1973                       | 27,6 m 04-7 m         | Der Brunnen (OSM: 2025278225) steht Löwenzahnweg 20, an der Westecke 15 Meter vom Glockenblumenweg. Der Brunnen fördert kein Wasser Schaden am Pumpwerk, auch am Ständer; er trägt das Hinweisschild Kein Trinkwasser. Der Brunnen ist im Eigentum des Landes Berlin. |
| Buckw                        | 0110   | Quarzweg 115 Lage Buckow Mitte 800                                          | Rümmler 1973                       | 29,5 m 20-30 m        | Der Brunnen steht an der Nordseite der Marienfelder Chaussee vor dem Häuserblock der zum Quarzweg adressiert ist. Der Abstand zum Quarzweg beträgt 50 Meter jenseits der Bushaltestelle steht der Brunnen zwischen dem ersten und zweiten Straßenbaum. Der Brunnen fördert kein Wasser, er trägt kein Hinweisschild „Kein Trinkwasser“. Der Brunnen ist im Eigentum des Landes Berlin. |
| Neukö                        | 0 111  | Drosselbartstraße 31 Lage Schulenburgpark 700                               | FSH-L 1974                         | 33,2 m 02-3 m         | Der Brunnen (OSM: 1934347105) steht Dorsselbartstraße 31 gegenüber dem Von der Schulenberg Park. Mit dem Schild „Kein Trinkwasser“ versehen. Der Brunnen fördert Wasser. |
| Rudow                        | 0112   | Trollblumenweg 42, 44 Lage Blumenviertel 300                                | Rümmler 1973                       | 32,5 m 02,5-3 m       | Der Brunnen (OSM: 1925733564) steht Trollblumenweg an der Westseite der Wendekehre. Der Straßenzug endet hier am Ostende mit dem Melissenweg (Fußweg) durch das Umspannwerk Rudow. Der funktionstüchtige Bundesbrunnen fördert Wasser, er trägt ein Kein-Trinkwasser-Schild |
| Rudow                        | 0113   | Kornradenstraße 19 Lage Alt-Rudow 400                                       | Rümmler 1974                       | 35,2 m 04-7 m         | Der Brunnen (OSM: 1981945862) steht Kornradenstraße 19, nördlich an der Fahrbahn zwischen Bordstein und Radweg. 80 Meter zur Kleestraße und 120 Meter Abstand zum Ehrenpreisweg. Der Bundesbrunnen mit Pumpwerkschaden fördert kein Wasser, trägt das Hinweisschild Kein Trinkwasser. |
| Neukö                        | 0114   | Schandauer Straße 1 Lage Reuterkiez 1400                                    | FSH-L 1975                         | 32,2 m 03-4 m         | Der Brunnen(OSM-ID: 1789804842) steht am östlichen Gehweg der Elbestraße 15 Meter am Eckgrundstück nahe der ersten Baumscheibe. Noch bis in die 2010er Jahre stand die Rümmlerpumpe aus den 1970er Jahren an der Stirnseite vor dem fünfgeschossigen Wohnhaus der Straßenecke. Bei der Straßenbefahrung 2015 wurde der Brunnen nicht erfasst, 2013 und 2017 ist der Brunnen für OpenStreetMap erfasst. Für 2020 ist ein Pumpwerkschaden am FSH-L erfasst, der Brunnen fördert kein Wasser, ein Hinweisschild ist nicht vorhanden. Der Brunnen ist im Eigentum des Landes Berlin. |
| Neukö                        | 0115   | Weichselstraße 18 Lage Reuterkiez 1450                                      | Rümmler 1975                       | 34,5 m 03-4 m         | Der Brunnen (OSM: 1758524063) steht vor der Weichselstraße 18 nördlich der Kreuzung Weserstraße an der Straßenostseite. Der Brunnen fördert mit kaputten Pumpwerk kein Wasser, ein Kein-Trinkwasser-Schild ist angebracht. Der Brunnen ist im Eigentum des Landes Berlin. |
| Neukö                        | 0116   | Reuterstraße 24 Lage Donaustraße 1600                                       | FSH-L 1975                         | 15,3 m 02,5-3 m       | Der Brunnen (OSM: 1138989086) steht vor der Reuterstraße 24 auf dem östlichen Baumstreifen und nördlich der Mündung Donaustraße (Eckhaus 23). Unter dem Wasserauslass ist ein rechteckiger Tränkstein eingelassen, allerdings ist die Pumpe nicht funktionstüchtig. Ein angeschraubtes Schild warnt dennoch davor, dass die Pumpe kein Trinkwasser gibt. An gleicher Stelle stand 2008 eine Rümmlerpumpe allerdings mit der Ablaufplatte zwischen Brunnenfuß und Bordstein, entsprechend der Austritt zur Fahrbahn, der Schwengel zum Gehweg. |
| Neukö                        | 0117   | Weichselstraße 1 Lage Donaustraße 1450                                      | FSH-L 1975                         | 26,5 m 03-4 m         | Der Brunnen (OSM: 1915173898) steht vor der Weichselstraße 1 an der Ostseite nördlich der Karl-Marx-Straße. Wegen des kaputten Pumpwerks fördert der Brunnen kein Wasser, das Kein-Trinkwasser-Schild ist vorhanden. 2009 stand eine Rümmlerpumpe vor dem Wohnhaus im Erdgeschoss mit Ladengeschäft (Clavis, Elektronikgeschäft), die im zum Ende der 2010er Jahre ersetzt wurde. Der Brunnen ist im Eigentum des Landes Berlin. |
| Neukö                        | 0118   | Sanderstraße 16/Friedelstr. Lage Reuterkiez 1550                            | FSH-L 1975                         | 40,4 m 03-4 m         | Der Brunnen steht vor dem Eckhaus (Sanderstraße 16 / Friedelstraße 37/38) 25 Meter zur Friedelstraße am südlichen Gehsteig. Benachbart zum Brunnen steht ein Fahrradständer. Letzterer kam seit 2009 hinzu, als zum damaligen Zeitpunkt noch die Rümmlerpumpe an diesem Platz stand. Der neue FSH-L fördert Wasser und ist funktionsfähig, ein „Kein Trinkwasser“-Schild ist (2019) vorhanden. Der Brunnen ist im Eigentum des Landes Berlin. |
| Neukö                        | 0119   | Treptower Straße ggü. 62 Lage Treptower Straße Nord 1100                    | FSH-L 1975                         | 23,4 m 03-4 m         | Der Brunnen (OSM: 924123851) steht 100 Meter südlich der Teupitzer Straße, 120 Meter ist der Abstand zur Harzerstraße. Der Standort liegt am östlichen Gehsteig vor der Kita mit Hausnummer 32a, gegenüber steht der zur Straße quer stehenden Wohnblock 62-63a. Der neue FSH-L fördert Wasser und ist funktionsfähig, ein Kein-Trinkwasser-Schild ist (2019) nicht vorhanden. Im Juli 2008 stand noch nahe der Baumscheibe am gleichen Ort die Rümmlerpumpe 119. Der Brunnen ist im Eigentum des Landes Berlin. |
| Neukö                        | 0120   | Dammweg ggü. 228 Lage Weiße Siedlung 700                                    | Rümmler 1975                       | 30,1 m 01,5-2 m       | Der Brunnen (OSM: 1456288912) steht im Dammweg gegenüber der Sonnenschule (Dammweg 228) an der Ostseite zwischen Steinbock- und Widderstraße. Das Pumpwerk des Bundesbrunnen ist beschädigt und der Brunnen kann nicht benutzt werden, da der Handschwengel fehlt. Ein „Kein-Trinkwasser“-Schild ist angebracht. |
| Neukö                        | 0121   | Elsenstraße 61 Lage Treptower Straße Nord 1750                              | FSH-L 2013                         | 30,1 m 02,5-3 m       | Der Brunnen (OSM: 6745912776) steht in der Elsenstraße nahe der Hausnummer 61 vor dem Eckhaus 20 Meter zum Hüttenrodter Weg. Unter dem Wasserauslass ist ein Straßeneinlass eingebaut. Der funktionsfähige Brunnen fördert Wasser, ein Hinweisschild ist nicht angebracht. Ein früherer Standort des Brunnens Nr. 121 mit einer Rümmler-Pumpe befand sich 80 Meter weiter nordöstlich vor Hausnummer 55. |
| Neukö                        | 0122   | Mainzer Straße 21 Lage Flughafenstraße 1400                                 | FSH-L 1975                         | 33,1 m 10-15 m        | Der Brunnen steht in der Mainzer Straße 20 Meter von der Kreuzung Flughafenstraße am westlichen Gehsteig (neben der Baumscheibe). Der funktionsfähige Brunnen fördert Wasser, ein Hinweisschild ist nicht angebracht. Der Brunnen ist im Eigentum des Landes Berlin. |
| Neukö                        | 0123   | Böhmische Straße 1 Lage Rixdorf 2000                                        | Rümmler 1975                       | 26,2 m 02,5-3 m       | Der Brunnen (OSM: 760002892) steht im Richardkietz vor der Städtischen Kita Böhmische Straße 1-5 gegenüber von Grundstück 57, von der Richardstraße 50 Meter östlich. In der BA-Liste als Böhmischestr./Kannerstr. aufgelistet. An der Ecke Böhmische Straße / Richardstraße befindet sich der Freundschaftsplatz, an dem die Kannerstraße den Südrand bildet, die hier durch Verkehrsberuhigung im Fahrbahnlauf rechtwinklig an die Richardstraße geführt ist. Die Kita füllt das gesamte Dreieck-Grundstück Böhmische/Kanner Straße, von deren Zufahrt ist der Brunnen durch drei Poller geschützt, andererseits steht sie neben der Parkordnung „schräg zur Fahrbahn“ am ersten Platz. |
| Neukö                        | 0124   | Oderstraße ggü. 4 Lage Silbersteinstraße 1400                               | Rümmler 1975                       | 34,5 m 10-15 m        | Der Brunnen (OSM: 1138521054) steht gegenüber von Oderstraße 4 vor dem Eisstadion Neukölln (Kunsteisbahn) 20 Meter nördlich der Emserstraße. Der Brunnen ist funktionsfähig und fördert Wasser, gibt aber laut Hinweisschild kein Trinkwasser. Der Brunnen ist im Eigentum des Landes Berlin. |
| Neukö                        | 0125   | Altenbraker Straße 28 Lage Körnerpark 1500                                  | FSH-L 1975                         | 31,0 m 15-20 m        | Der Brunnen (OSM-ID: 1307115332) steht 15 Meter von der Emserstraße vor dem Eckhaus Altenbraker Straße 28. Der Brunnen ist in Ordnung und fördert trinkbares Wasser, er besitzt kein Hinweisschild (2019). Bis in die 2010er Jahre stand noch die originale Rümmlerpumpe an dieser Stelle zwischen dem ersten und zweiten Straßenbaum. Der neue Brunnenkörper FSH-L wurde (wohl) 2017 als Ersatz aufgebaut. Der Brunnen ist im Eigentum des Landes Berlin. |
| Neukö                        | 0126   | Lichtenrader Straße ggü. 61 Lage Schillerpromenade 1600                     | FSH-L 1975                         | 39,5 m 15-20 m        | Der Brunnen (OSM: 5089327112) steht in der Lichtenrader Straße gegenüber Wohnhaus 61 an der Westseite vor dem Jahn-Sportplatz. Der Standort liegt südlich der Mahlower Straße. Der Brunnen ist in Ordnung aber fördert kein Trinkwasser, er besitzt ein entsprechendes Hinweisschild (2019). Eine Rümmlerpumpe von 1975 wurde in den 2010er Jahren durch die FSH-L ersetzt. |
| Neukö                        | 0127   | Leinestraße 32 Lage Schillerpromenade 1250                                  | Rümmler 1975                       | 37,2 m 10-15 m        | Der Brunnen (OSM: 3564543707) steht in Höhe Leinestraße 32 am südlichen Gehweg an der Grünfläche vor den zurückgesetzten Wohnhäusern 29-35. Benachbart ist die Lichtenrader Straße. Der Brunnen fördert kein Wasser, es sind Schäden am Ständerkörper und am Frosthahn vermerkt. Der Brunnen ist im Eigentum des Landes Berlin. |
| Neukö                        | 0128   | Mariendorfer Weg 38 Lage Silbersteinstraße 850                              | FSH-L 1975                         | 39,0 m 03-4 m         | Der Brunnen ersetzt eine ältere Rümmlerpumpe und steht am südlichen Gehweg des Mariendorfer Wegs 20 Meter seitlich von der Eschersheimer Straße. Deren Straßenland liegt bereits im Ortsteil Tempelhof des Nachbarbezirks. Der Schaden des neugesetzten Brunnens am Bezirksrand verhindert, dass er Wasser fördert. Der Brunnen ist im Eigentum des Landes Berlin. |
| Neukö                        | 0129   | Aronsstraße 46 Lage Weiße Siedlung 450                                      | FSH-L 1975                         | 38,5 m 03-4 m         | Der Bundesbrunnen (OSM: 2655402353) steht vor der Aronsstraße 46 an deren Westseite neben dem Durchbruch der zur Hausnummer 48 verbleibt und zur KGA Schmidtsruh führt. Dahinter befindet sich der Ostring der im Bau befindlichen Stadtautobahn A 100. Der Brunnen ist in Ordnung, fördert Wasser und trägt ein „Kein Trinkwasser“-Schild. |
| Neukö                        | 0130   | Schmalenbach-/ Ecke Haberstraße Lage Gewerbegebiet Köllnische Heide ***     | <abgebaut>                         | * m 03-4 m            | Ein Brunnen ist bereits bei der Googlebefahrung 2008 nicht erfasst. Er ist als abgebaut und stillgelegt in der BA-Liste notiert. In der Planung für das Jahr 2020 ist eine Überbohrung eingetragen, was dem Wiederaufstellen eines stillgelegten Brunnens entspricht. Der Brunnen ist im Eigentum des Landes Berlin. |
| Britz                        | 0131   | Braunlager Straße 22 Lage Tempelhofer Weg 1400                              | FSH-L 1975                         | 28,7 m 03-4 m         | Der aktuelle Brunnen ersetzte ein Rümmlerpumpe. Der Brunnen steht am nördlichen Gehweg 30 Meter von der Wendekehre zwischen der ersten und zweiten Baumscheibe. Die Wendekehre als westliches Straßenende trennt deren Verlauf vom Tempelhofer Weg. Der betriebsbereite Brunnen fördert Wasser und ist mit dem Schild Kein Trinkwasser markiert. Bis in die 2010er Jahre stand noch die Rummlerpumpe, Austritt und Schwengel parallel zum Bordstein und als Ablauf die Rechteckmulde. Der Teltowkanal ist 120 Meter entfernt. |
| Britz                        | 0132   | Am Straßenbahnhof ggü. 22 Lage Tempelhofer Weg 1600                         | Rümmler 1975                       | 29,3 m 07-10 m        | Der Brunnen steht 40 Meter südlich Holzmindener Straße auf dem westlichen Gehsteig. Er steht zwischen den an dieser Seite quer stehenden Häuserblöcken. Der Brunnen fördert Wasser. Die Entfernung zum Teltowkanal sind 230 Meter. Der Brunnen ist im Eigentum des Landes Berlin. |
| Neukö                        | 0133   | Herrfurthstraße 19 Lage Schillerpromenade 1600                              | Rümmler 1975                       | 29,3 m 15-20 m        | Der Brunnen (OSM: 1248011289) steht an der Südseite vor dem Wohnhaus Herrfurthstraße 19 gegenüber der Kolonie Odertal (Nr. 15). Nach Westen über die Oderstraße befindet sich das ehemalige Tempelhofer Flugfeld. Mit dem Schild „Kein Trinkwasser“ versehen, fördert der Brunnen Wasser. Der Brunnen ist im Eigentum des Landes Berlin. |
| Buckw                        | 0134   | Drusenheimer Weg 34 Lage Buckow West Einwohnerzahl                          | Rümmler 1975                       | 39,1 m 20-30 m        | Der Brunnen steht 40 Meter nördlich zum gegenüber mündenden Am Röthepfuhl, westlicher Gehsteig. Der Brunnen ist aktiv und fördert Wasser, Hinweis: Kein Trinkwasser. Der Brunnen ist im Eigentum des Landes Berlin. |
| Neukö                        | 0135   | Aronsstraße 114 Lage Weiße Siedlung 200                                     | FSH-L 1975                         | 24,5 m 03-4 m         | Der Brunnen steht zwischen Bordstein und Baumflucht am westlichen Gehsteig. Die Wendekehre ist vom Bundesbrunnen 25 Meter entfernt. Der Brunnen fördert kein Wasser. Bis in die 2010er Jahre stand an diesem alten Straßenstrang der Aronsstraße noch die Rümmlerpumpe aus den 1970er Jahren. |
| Britz                        | 0136   | Gutschmidtstraße 78 Lage Parchimer Allee 900                                | Rümmler 1975                       | 38,8 m 10-15 m        | Der Brunnen (OSM: 2024072432) steht Gutschmidtstraße 78, an der Fahrbahnnordseite zwischen Wesenberger und Richard-Wagner-Ring. Der Bundesbrunnen fördert wegen Schaden am Pumpwerk kein Wasser, er ist mit Kein Trinkwasser markiert. |
| Grops                        | 0137   | Otto-Wels-Ring 57 Lage Gropiusstadt Nord 1700                               | Wolf 1975                          | 39,1 m 15-20 m        | Der Brunnen steht 360 Meter von der Fritz-Erler-Allee am westlichen Ringteil. Der Standort befindet sich am westlichen Randstreifen des Gehwegs am südlichen Ende des Fünzehngeschosser Nummer 57. Noch 2008 und bis in die 2010er Straße stand am gleichen Ort eine Rümmlerpumpe: Austritt und Ablauf mit Rechteckmulde zur Fahrbahn, Schwengel zum Gehsteig. Der Bundesbrunnen vom Typ Wolf fördert aktiv Wasser und ist mit „Kein Trinkwasser“ markiert. |
| Grops                        | 0138   | Lipschitzallee 26 Lage Gropiusstadt Nord 650                                | FSH-L 1976                         | 29,5 m 10-15 m        | Der Brunnen (OSM: 2019520529) steht Lipschitzallee 26 am Fahrbahnrand, schräg gegenüber vom degewo-Stadion und dem Kombibad Gropiusstadt. Zur Fritz-Erler-Allee beträgt der Abstand 150 Meter. Der Brunnen ist funktionsfähig und fördert Wasser. Der Standort befindet sich zwischen Radweg und Bordstein und den beiden begrenzenden (siebte und achte) Baumscheiben. Am gleichen Ort stand zum Beginn der 2010er Jahre die Rümmlerpumpe. |
| Britz                        | 0139   | Buckower Damm 137 Lage Handwerker-Siedlung 400                              | FSH-L 1976                         | 30,6 m 20-30 m        | Der Brunnen wurde in den 2010er Jahren statt der Rümmlerpumpe aufgestellt, er steht südlich am sechsgeschossigen Wohnblock 139–137 zwischen den beiden dortigen Baumscheiben am östlichen Gehsteig. Der Abstand zum Steinträgerweg sind 80 Meter. Der Brunnen fördert Wasser und ist mit Kein Trinkwasser markiert. Der Brunnen ist im Eigentum des Landes Berlin. |
| Buckw                        | 0140   | Breitunger Weg (Heimsbrunner Straße / Bienwaldring) Lage Buckow Mitte 750   | FSH-L 1976                         | 38,1 m 20-30 m        | Der Brunnen (OSM-ID: 1925692089)(OSM-ID: 1925692085) steht Breitunger Weg (Südwestgehweg), 20 Meter nordwestlich vom Bienwaldring/Heimsbrunner Straße (letztere nach Ost). Der Wohnblock Bienwaldring 2–6 (parallel zu 8–12 und 14–18) steht vom Brunnen 35 Meter nach Westen. Der aktive Bundesbrunnen fördert beim Pumpen Wasser, Schild „Kein Trinkwasser“. |
| Britz                        | 0141   | Fritz-Reuter-Allee 170 Lage Parchimer Allee 900                             | Rümmler 1976                       | 29,5 m 15-20 m        | Der Brunnen steht am westlichen Gehsteig der Fritz-Reuter-Allee zwischen Bordstein und Radweg. Der alte Rümmler ist am Pumpwerk beschädigt und liefert kein Wasser beim Pumpen. Zur Gutschmidtstraße sind es 160 Meter nach Süden. Der Brunnen ist im Eigentum des Landes Berlin. |
| Buckw                        | 0142   | Im Amtmannsgarten 4 Lage Buckow Mitte 400                                   | Borsig 1976                        | 34,1 m 20-30 m        | Der Brunnen steht am Norden der Wendekehre am Pfarrer-Vogelsang-Weg. Der Bundesbrunnen fördert Wasser und ist betriebsbereit, „Kein Trinkwasser“-Schild ist angebracht. Eine frühere Rümmler-Pumpe an diesem Standort wurde um 2020 durch ein Borsig-Modell ersetzt. |
| Buckw                        | 0143   | Dröpkeweg ggü. 1 / Am Eichenquast Lage Buckow Ost Einwohnerzahl             | FSH-L 1976                         | 30,3 m 07-10 m        | Der Brunnen steht am nördlichen Gehsteig gegenüber vom Parkdeck Am Eichenquast 48. Abstand 30 Meter vom Brunnen zu Am Eichenquast. Der aktive Brunnen fördert Wasser beim Pumpen und wird wohl von den Anwohnern genutzt oder wenigstens betätigt. Der FSH-L-Brunnen ersetzte in den 2010er Jahren die aufgegebene Rümmlerpumpe, der neue betriebsbereite Brunnen fördert sofort fließendes Wasser. Der Brunnen ist im Eigentum des Landes Berlin. |
| Britz                        | 0144   | Britzer Damm 147 Lage Parchimer Allee 1250                                  | <Rümmler>                          | * m 10-15 m           | Der Brunnen (OSM: 6438435825) stand am Britzer Damm in Höhe der Hausnummer 147, östlichen Straßenseite. Unter dem Wasserauslass ist ein rechteckiger Tränkstein in den Gehweg eingelassen. Die grüne Farblackierung war verblichen und die Brunnennummer handschriftlich aufgetragen. Die Rümmlerpumpe wurde (wohl) 2018 abgebaut, das Brunnenloch verschlossen. In der Planung für das Jahr 2020 ist eine Überbohrung eingetragen, was dem Wiederaufstellen eines stillgelegten Brunnens entspricht. Der Brunnen ist im Eigentum des Landes Berlin. |
| Buckw                        | 0145   | Baldersheimer Weg 39 Lage Buckow West 250                                   | Rümmler 1976                       | 35,8 m 20-30 m        | Der Brunnen steht am südlichen Gehsteig am dreigeschossigen Wohnblock 37/39 (vor dem zweigeschossigen Gebäudeteil), die Gaudacher Straße mündet 140 Meter nach Osten. Der Brunnen fördert kein Wasser wegen eines Schadens am Pumpwerk. Der Brunnen ist im Eigentum des Landes Berlin. |
| Grops                        | 0146   | Kölner Damm 4 Lage Gropiusstadt Süd 200                                     | Rümmler 1976                       | 32,5 m 15-20 m        | Der Brunnen steht am nördlichen Gehsteig, 120 Meter zur Lipschitzallee entfernt. Der Brunnen fördert kein Wasser wegen eines Schadens am Pumpwerk. Er trägt allerdings das Hinweisschild Kein Trinkwasser. Der Brunnen ist im Eigentum des Landes Berlin. |
| Neukö                        | 0147   | Naumburger Straße / Grenzallee Lage Glasower Straße 800                     | FSH-L 1976                         | 27,1 m 03-4 m         | Der Brunnen steht 20 Meter von der Grenzallee in die Naumburger Straße, am westlichen Gehsteig nahe zur ersten Straßenscheibe. Der Brunnen fördert kein Wasser, das Hinweisschild „Kein Trinkwasser“ ist vorhanden. Der Brunnen ist im Eigentum des Landes Berlin. |
| Neukö                        | 0148   | Lahnstraße 84 Lage Gewerbegebiet Köllnische Heide 750                       | FSH-L 1976                         | 32,5 m 04-7 m         | Der Brunnen (OSM-ID: 1768812548) steht Lahnstraße 84 gegenüber der von Süden versetzten Mündung der Naumburger Straße. Eine zuvor hier stehende Rümmler-Pumpe wurde wegen eines beschädigten Pumpwerks um 2020 gegen eine funktionsfähige FSH-L-Pumpe ausgetauscht. Der Brunnen ist im Eigentum des Landes Berlin. |
| Britz                        | 0149   | Rungiusstraße 76 Lage Buschkrugallee Nord 900                               | Rümmler 1976                       | 27,2 m 03-4 m         | Der Brunnen steht mit Schwengel und Austritt parallel zum Gehweg auf dem Randstreifen etwas versetzt zum Hauseingang 76 (zweite Baumscheibe). Der Brunnen ist funktionsfähig, war aber 2019 mit einem Pumpwerkschaden vermerkt. Der Brunnen ist im Eigentum des Landes Berlin. |
| Neukö                        | 0150   | Bendastraße 13 Lage Glasower Straße 375                                     | FSH-L 1977                         | 30,2 m 10-15 m        | Der Brunnen (OSM: 6438435824) steht in der Bendastraße in Höhe der Hausnummer 13 auf der östlichen Straßenseite nördlich der Einmündung zur Juliusstraße. Unter dem Wasserauslass ist eine rechteckige Muldenplatte in das Kleinpflaster des Gehwegs eingelassen. Der Bundesbrunnen ist betriebsbereit und fördert Wasser. Bis in die 2010er Jahre stand am gleichen Ort eine originale Rümmlerpumpe. |
| Rudow                        | 0151   | Glockenblumenweg ggü. 2 Lage Blumenviertel 450                              | Rümmler 1977                       | 32,3 m 03-4 m         | Der Brunnen (OSM: 1950377760) steht am unbebauten Eckgrundstück Glockenblumenweg #1, nach Südost 20 Meter von der Johannisthaler Chaussee. Der Bundesbrunnen fördert Wasser und ist funktionsfähig. |
| Rudow                        | 0152   | Seidelbastweg 16 Lage Blumenviertel 450                                     | Rümmler 1977                       | 29,5 m 02-3 m         | Der Brunnen (OSM: 1902853332) steht auf dem Baumstreifen an der Südseite des Seidelbastweges und 30 Meter östlich vom Schwertlilienweg. Der Bundesbrunnen fördert Wasser und ist funktionsfähig. |
| Buckw                        | 0153   | Johannesthaler Chaussee 251 Lage Vogelviertel Süd 550                       | Rümmler 1978                       | 30,1 m 15-20 m        | Der Brunnen steht an der Südseite der Johannisthaler Chaussee neben dem Straßenbaum vor 251, knapp vor Nummer 249. Vom Buchfinkenweg 45 Meter entfernt. Der Bundesbrunnen ist nicht einsatzbereit, das Pumpwerk ist nicht funktionsfähig. |
| Buckw                        | 0154   | Lindholzweg 16 Lage Buckow Mitte 300                                        | Krause 1978                        | 36,1 m 20-30 m        | Der Brunnen steht unmittelbar neben der Zufahrt zu Grundstück 14 auf dem westlichen Gehsteig. 70 Meter sind es zur Kestenzeile. Dieser Bundesbrunnen war bis um 2020 mit einer Rümmler-Pumpe ausgestattet, die kein Wasser mehr förderte, weil nach 50 Jahren das Pumpwerk schadhaft wurde. Sie wurde durch ein funktionsfähiges Krause-Modell ersetzt und erinnert seitdem an historische Bauformen der Berliner Pumpen. |
| Britz                        | 0155   | Ortolanweg 22 Lage Ortolanweg (1600)                                        | FSH-L 1976                         | 31,0 m 03-4 m         | Der Brunnen steht östlich vom Grünen Weg an der Südseite des Ortolanwegs vor den Neungeschossern, 50 Meter von der gegenüber mündenden Kielingerstraße. Der Standort befindet sich am tieferliegenden Zugang (Nr. 10, 12–16) zum Wohnblock. Dieser Bundesbrunnen wurde bereits in den 2010er Jahren als Ersatz der vormaligen Rümmlerpumpe aufgestellt, allerdings ist das Pumpwerk des FSH-L gestört und der Brunnen gibt kein Wasser. Kein Trinkwasser wird durch das Hinweisschild markiert. Die vorherige Rümmlerpumpe mit Schwengel zum Gehweg und Austritt zur Fahrbahn stand an gleicher Stelle zwischen Nr. 5 und #10, #22. Die Zuordnung des Brunnenstandortes zu Ortsteilen und Planungsräumen ergibt sich daraus, dass der Straßenlauf samt Gehwegen zu Britz, die am Südrand liegenden Grundstück jedoch bereits zu Buckow (Goldhähnchenweg) gehören. Der Brunnen ist im Eigentum des Landes Berlin. |
| Neukö                        | 0156   | Michael-Bohnen-Ring ggü. 17 Lage Schulenburgpark 1000                       | FSH-L 1976                         | 34,2 m 03-4 m         | Der Brunnen steht am östlichen Gehweg des östlichen Ringstraßenabschnitts, von der Sonnenallee ist er 180 Meter entfernt. Der an der Brunnenseite liegende fünf- bis siebengeschossige Wohnblock 12–16 ist in Höhe des Brunnens 30 Meter zurückgesetzt. Dabei steht der Brunnen an jener Fahrbahn oder vielmehr auf deren Gehweg die östlich vom Parkdeck verläuft. 15 Meter neben dem Brunnen liegt der Verbindungsweg vom Parkdeck zum Wohnblock. Die vormalige Rümmlerpumpe stand ebenfalls gegenüber von der Baumscheibe am Parkdeck. Der FSH-L ist betriebsbereit, fördert Wasser und die eingeschränkte Nutzung ist durch das Kein Trinkwasser-Hinweisschild markiert. |
| Neukö                        | 0157   | Heinrich-Schlusnus-Straße ggü. 15 Lage Schulenburgpark 800                  | FSH-L 1976                         | 28,4 m 03-4 m         | Der Brunnen (OSM: 1934347103) steht Heinrich-Schlusnus-Straße gegenüber 15, südlich versetzt zur gegenüber mündenden Leo-Slezak-Straße und am Rand des U-förmigen Wohnbaublocks 8-12. Eine ehemals beschädigte Rümmlerpumpe wurde hier um 2020 ersetzt und fördert seitdem wieder Wasser. Der Brunnen ist im Eigentum des Landes Berlin. |
| Buckw                        | 0158   | Christoph-Ruden-/Gerlinger Straße Lage Buckow West 600                      | Rümmler 1976                       | 41,8 m 20-30 m        | Der Brunnen steht 30 Meter von der Gerlinger Straße an der Ostseite der Christoph-Ruden-Straße. Auf dem Grundstück hinter dem Brunnen befindet sich die westliche Auffahrt des Parkdecks. Der Brunnen fördert beim Pumpen schnell Wasser, ein Hinweisschild zur Nutzung als Trinkwasser ist nicht angebracht. Am anderen nördlichen Ende der Straße zu An den Achterhöfen steht die Christoph-Ruden-Schule (An den Achterhöfen 13. Der Brunnen ist im Eigentum des Landes Berlin. |
| Rudow                        | 0159   | Ritterspornweg ggü. 22 Lage Alt-Rudow 800                                   | Rümmler 1978                       | 28,2 m 02-3 m         | Der Brunnen steht 20 Meter in den Ritterspornweg und an der Ostseite vor der Stirnseite von Buchsbaumweg 95–99. Auf Grund eines Pumpwerkschaden fördert der Brunnen kein Wasser. Der Brunnen ist im Eigentum des Landes Berlin. |
| Rudow                        | 0160   | Im Bauernbusch 9 (11) Lage Alt-Rudow 500                                    | Rümmler 1978                       | 34,5 m 07-10 m        | Der Brunnen steht 40 Meter nach Norden vom Freigutweg. Der Standort des Bundesbrunnen liegt am östlichen Straßenrand. Der original in den 1970er Jahren aufgestellte Bundesbrunnen fördert kein Wasser, ein „Kein Trinkwasser“-Schild ist angebracht. |
| Rudow                        | 0161   | Neudecker Weg 101 Lage Alt- 800                                             | FSH-L 1979                         | 28,5 m 07-10 m        | Der Brunnen steht am südlichen Gehweg (zwischen Radweg und Bordstein) des Neudecker Wegs vor dem fünfgeschossigen winkligen Wohnblock 101-111 (in Höhe Nr. 101, zur Straße am nächsten steht Nr. 107). Der Wohnblock ist hinter einer Grünzone zurückgesetzt. Der Selgenauer Weg mündet 110 Meter östlich, im Westen liegt der „Kattenpfuhl“ (300 Meter) am Deutschländer Weg (als Grundstück Nummer 1). Der Brunnen fördert Wasser und hat den Hinweis auf „Kein Trinkwasser“. Bis in die 2010er Jahre stand seit 1979 am gleichen Ort die original aufgestellte Rümmlerpumpe. Beim Austausch der beiden Pumpenkörper blieb die Quellbohrung unverändert, die Muldenplatte für den Ablauf ist noch vorhanden, wie auch die Kleinpflasterung am Brunnenfuß auf dem Sockelrohr zwischen den Formsteinen des Gehwegrandes. Der Brunnen ist im Eigentum des Landes Berlin. |
| Rudow                        | 0162   | Schönefelder Straße (=5) Lage Waßmannsdorfer Chaussee 450                   | FSH-L 1979                         | 26,0 m 03-4 m         | Der Brunnen steht an der Ostseite der Schönefelder Straße am unbebauten Teil des Eckgrundstücks (1–7) von einem Autohaus. Die Entfernung nach Norden zur Waltersdorfer Chaussee beträgt 30 Meter. Der Brunnen ist i.O. und fördert nach einigem Pumpen Wasser, das entsprechend dem Hinweisschild „Kein Trinkwasser“ ist, Aufkleber mit roter Umrandung. Die ursprünglich vorhandene Rümmlerpumpe wurde ersetzt. Der Brunnenfuß mit der Muldenplatte daneben liegt in einem gesonderten Pflastermosaik neben dem gepflasterten Randstreifen zwischen den Meteorüplatten. Zum Brunnenstandort über die Waltersdorfer Chaussee hinweg befindet sich die Rudower Spinne. |
| Rudow                        | 0163   | Mistelweg ggü. 2 Lage Alt-Rudow 600                                         | FSH-L 2013                         | 25,0 m 07-15 m        | Der Brunnen steht an der Südostseite vom Mistelweg 80 Meter von der Kanalstraße. Gegenüber vom Brunnen befindet sich der Produktionsstandort Berlin der Pharmafabrik B. Braun Melsungen AG. Am brunnenseitigen Eckgrundstück hat ein Umzugsunternehmen seinen Sitz. Zum Teltowkanal steht der Brunnen 250 Meter entfernt. Der betriebsbereite Brunnen fördert Wasser und arbeitet korrekt. |
| Rudow                        | 0164   | Bildhauerweg (Alt-Rudow 10a) Lage Alt-Rudow 500                             | Rümmler 1979                       | 25,0 m 10-15 m        | Der Brunnen (OSM: 1882213149) steht an der Nordseite des Bildhauerwegs etwa in der Mitte zwischen Neuköllner Straße und Alt-Rudow (entsprechend Umgehungs- und Dorfstraße). Nicht als Trinkwasser geeignet. Der Brunnen fördert kein Wasser, das Pumpwerk ist kaputt, ebenso ist der Ständerkörper zu reparieren. Der Brunnen ist im Eigentum des Landes Berlin. |
| Britz                        | 0165   | Alt-Britz 18 Lage Parchimer Allee 400                                       | Rümmler 1980                       | 31,4 m 10-15 m        | Der Brunnen steht 100 Meter von der Blaschkoallee am nördlichen Gehsteig von Alt Britz vor der Kleingartenanlage „Wilhelms Ruh“. Die KGA bedeckt die Fläche zwischen „Anliegerstraße Alt-Britz“ (ehemals Stubenrauchring) und KGA-Fußweg „verl. Alt-Britz“ (geplante Pintschallee) sowie Blaschkoallee (Planstraße 239), die Umgestaltung erfolgte Mitte der 1930er Jahre. Die Rümmlerpumpe hat einen Schaden am Pumpwerk und fördert dadurch kein Wasser. Der Brunnen ist im Eigentum des Landes Berlin. |
| Grops                        | 0166   | Kirschnerweg (19 zu 21) Lage Gropiusstadt Süd 300                           | Rümmler 1980                       | 33,5 m 15-20 m        | Der Brunnen (OSM: 3267343794) steht Kirschnerweg (19 zu 21) am nördlichen Fahrbahnrand zwischen diesen beiden Wohnblöcken und gegenüber befindet sich der Block an der Ecke 18 zu 20. Nicht als Trinkwasser geeignet. Der Brunnen fördert kein Wasser, für Pumpwerk, Frosthahn, Ständerkörper ist die Reparatur nötig. Der Brunnen ist im Eigentum des Landes Berlin. |
| Neukö                        | 0167   | Kirchhofstraße Lage Rixdorf 1200                                            | Krause 1978                        | 33,5 m 04-7 m         | Der Brunnen (OSM: 760002911) steht in der Kirchhofstraße an der Nordecke des kleinen Stadtplatzes südlich der Magdalenenkirche, gegenüber liegt der Evangelische Magdalenenfriedhof an der Karl-Marx-Straße. Der Brunnen ist funktionsfähig. Der Brunnen ist im Eigentum des Landes Berlin. |
| Britz                        | 0168   | Buschkrugallee 62 Lage Buschkrugallee Nord 700                              | <Rümmler>                          | * m 04-7 m            | Der Brunnen stand in der Buschkrugallee (Westseite) 70 Meter von der Franz Körner Straße. Die Rümmlerpumpe stand noch im Juli 2008 wurde aber als solche 2014 nicht mehr erfasst. Der Standort zwischen Radweg und Bordstein befand sich am „Treffpark Hotel blub“. Der Brunnen wurde stillgelegt, abgebaut und die Bohrung verschlossen. An der gegenüberliegenden Straßenseite steht die Otto-Hahn-Schule (Buschkrugallee 63). In der Planung für das Jahr 2020 ist eine Überbohrung eingetragen, was dem Wiederaufstellen eines stillgelegten Brunnens entspricht. Der Brunnen ist im Eigentum des Landes Berlin. |
| Buckw                        | 0169   | Kalksteinweg 53a Lage Buckow West 700                                       | Rümmler 1978                       | 33,5 m 20-30 m        | Der Brunnen steht an der südlichen Straßenseite 15 Meter neben der Zufahrtstraße mit Wendekehre zu den Siedlungs- und Reihenhäusern 39–51. Am Brunnen steht ein Pfosten. Das Pumpwerk ist beschädigt, der Brunnen fördert kein Wasser, der Hinweis Kein Trinkwasser ist vorhanden. Der Brunnen ist im Eigentum des Landes Berlin. |
| Britz                        | 0170   | Alt-Britz 86 Lage Parchimer Allee Einwohnerzahl                             | Lauchhammerbrunnen Reko Typ I 1981 | 31,0 m 10–15 m        | Der Brunnen (OSM: 1334771996) steht an der Westseite von Alt-Britz gegenüber vom Gutshof Britz. Der Standort befindet sich vor der Baumzone zehn Meter vom Eingang zum Britzer Kirchteich und zwei Meter vom Zugang zum Wohnhaus Alt-Britz 84/86. Überlaufendes Pumpwasser fließt in einen rechteckigen Tränkstein und über Rinne und den Gehwegrand zur Entwässerungsrinne der Straße. Der parallel zum Straßenland nach Norden gerichtete Auslauf ist als Drachenkopf gestaltet. Über diesem ist das Kunststoffschild „Kein Trinkwasser“ angeschraubt. Der Brunnen fördert Wasser. Neben der Aufgabe zur Wasserversorgung steht der Rekobrunnen (Markierung 1987 und Winkelhoff auf den Spiegeln am Brunnenkopf) wegen des Schauwertes an diesem zentralen Platz der Bezirksregion Britz. Der Brunnen ist im Eigentum des Landes Berlin. |
| Buckw                        | 0171   | Wildhüterweg 16 Lage Buckow Ost 300                                         | Rümmler 1978                       | 32,0 m 20-30 m        | Der Brunnen steht an der Nordseite vom Wilhüterweg gegenüber der Mündung von Zum Biesenwerder. Das Pumpwerk ist beschädigt, der Brunnen fördert kein Wasser, der Hinweis Kein Trinkwasser ist vorhanden. Vom Brunnen gegenüber ist die Bushaltestelle. Der Brunnen ist im Eigentum des Landes Berlin. |
| Rudow                        | 0172   | Ostburger Weg 24a Lage Waltersdorfer Chaussee Ost 550                       | FSH-L 1978                         | 36,8 m 20-30 m        | Der Brunnen steht an der nördlichen Straßenseite 60 Meter vom Willi-Meisel-Weg und gleich weit zum Schirpitzer Weg. Bis in die 2010er Jahre stand an diesem Ort die Rümmlerpumpe, die ersetzende aktive FSH-L fördert Wasser. Zum Brunnen gehört für den Ablauf eine Muldenplatte oval, die vom Brunnenfuß zur Fahrbahn hin liegt. Ein Hinweisschild „Kein Trinkwasser“ ist nicht am Brunnenkörper. Die FSH-L hat eine kurze Hülse, an der der Austritt verschraubt ist. Der Brunnenstandort liegt zwischen Garagenzufahrt und Hauseingang des Doppelhauses 24a, ebenfalls wie die vorherige Rümmlerpumpe. Am gegenüberliegenden Nordwestbereich des Grundstückkarrees steht die Michael-Ende-Schule (Neuhofer Straße 41) |
| Rudow                        | 0173   | Timmendorfer Weg ggü. 20 Lage Waltersdorfer Chaussee Ost 450                | Rümmler 1978                       | 29,1 m 20-30 m        | Der Brunnen steht auf der breiten Rasenfläche an der Straßensüdseite (zweite Fahrbahn geplant) vor dem Grundstück 21, neben der Zufahrt zur dortigen Garage. 40 Meter vom Brunnen die Waltersdorfer Chaussee. Der Brunnen fördert bei seinem beschädigten Pumpwerk kein Wasser, ein Hinweis „Kein Trinkwasser“ ist vorhanden. Der Brunnen steht auf einer Platte mit einer Muldenplatte für den Wasserablauf. Austritt zur Fahrbahn gericnhtet, Schwengel parallel zum Straßenlauf. Der Klarpfuhl liegt 200 Meter in Richtung Landesgrenze Brandenburg (Gemeinde Schönefeld). Der Brunnen ist im Eigentum des Landes Berlin. |
| Rudow                        | 0174   | Am Espenpfuhl ggü. 117 Lage Waltersdorfer Chaussee Ost 350                  | Rümmler 1978                       | 29,2 m 20-30 m        | Der Brunnen steht an der Südwestseite der Straße vor dem „Teich Rudow“ (Kleiner Röthepfuhl und Runder Pfuhl) 10 Meter versetzt zur gegenüberliegenden Grundstückszufahrt 117. Hinter dem gegenüberliegenden Grundstück liegt der Kirchhof Rudow, vom Wiesenland um diesen Pfuhl 150 Meter über den Deutschtaler Weg hinweg liegt der Röthepfuhl. Der betriebsbereite Brunnen fördert Wasser, ein Hinweis „Kein Trinkwasser“ ist vorhanden. Der Brunnenfuß in einer mit Formsteinen ergänzten Betonplatte befindet sich auf der Rasenfläche, in der das Sockelrohr endet. Der Brunnen mit Austritt und Schwengel parallel zum Straßenlauf besitzt für den Ablauf eine Muldenplatte. Der Brunnen ist im Eigentum des Landes Berlin. |
| Rudow                        | 0175   | Ehrenpreisweg 3 Lage Alt-Rudow 250                                          | Rümmler 1982                       | 29,0 m 04-7 m         | Der Brunnen steht am östlichen Gehweg zwischen Gehwegplatten im Grünstreifen der Baumflucht in Höhe des (um 2010 erbauten) Siedlungshauses 3a. Das Pumpwerk ist beschädigt und so fördert der Brunnen kein Wasser. Der Abstand zur spitzwinklig zum Ehrenpreisweg laufenden Stubenrauchstraße beträgt 70 Meter. Der Brunnen ist im Eigentum des Landes Berlin. |
| Britz                        | 0176   | Ortolanweg ggü. 94 Lage Ortolanweg 400                                      | Rümmler 1979                       | 29,1 m 03-4 m         | Der Brunnen steht an der Nordwestecke Ortolanweg/Hochspannungsweg am Gehsteigrand. Der Brunnen mit reparaturbedürftigen Pumpwerk und Ständerkörper fördert kein Wasser, ein Hinweis Kein Trinkwasser ist vorhanden. Der Fußgängerüberweg 10 Meter neben dem Brunnenstandort verbindet den Hochspannungsweg, nördlich an der KGA Britzer Wiesen und südlich zwischen Tennisplatz (Nr. 94a) an der Kita vorbei. Der Brunnen steht direkt auf der Trasse der vormaligen Hochspannungsleitung vom Kraftwerk Zschornewitz. Die Zuordnung des Brunnenstandortes zu Ortsteilen und Planungsräumen ergibt sich daraus, dass der Straßenlauf samt Gehwegen zu Britz, die am Südrand liegenden Grundstück jedoch bereits zu Buckow (Kiez: Vogelviertel Nord) gehören. Der Brunnen ist im Eigentum des Landes Berlin. |
| Britz                        | 0177   | Ortolanweg neben 64 Lage Ortolanweg 150                                     | Rümmler 1979                       | 33,2 m 04-7 m         | Der Brunnen steht 20 Meter vom Trappenpfad am südlichen Gehsteig. Der Brunnen ist am Pumpwerk beschädigt und fördert kein Wasser. Die Zuordnung des Brunnenstandortes zu Ortsteilen und Planungsräumen ergibt sich daraus, dass der Straßenlauf samt Gehwegen zu Britz, die am Südrand liegenden Grundstück jedoch bereits zu Buckow (Vogelviertel Nord) gehören. Der Brunnen ist im Eigentum des Landes Berlin. |
| Grops                        | 0178   | Käthe-Dorsch-Ring ggü. 11 Lage Gropiusstadt Ost 1500                        | <Rümmler>                          | * m 10-15 m           | Der Brunnen stand am südwestlichen Bogen der Ringstraße an der östlichen Seite, 140 Meter von der Fritz-Erler-Allee. Nach der Abbildung von 2009 war er noch aktiv und wurde von Anwohnern benutzt. Zu Beginn 2010er Jahre wurde er stillgelegt, abgebaut und verschlossen. Bei der Befahrung 2014 ist er nicht mehr erfasst worden. In der Planung für das Jahr 2020 ist eine Überbohrung eingetragen, was dem Wiederaufstellen eines stillgelegten Brunnens entspricht. Der Brunnen ist im Eigentum des Landes Berlin. |
| Rudow                        | 0179   | Margueritenring 79a Lage Alt-Rudow 450                                      | Rümmler 1982                       | 29,1 m 07-10 m        | Der Brunnen (OSM: 2052974751) steht Margueritenring 79a östlich neben der Kleingartenanlage „Grünstreifen“. Der Standort am nördlichen Gehweg befindet sich unmittelbar neben der Baumscheibe, 60 Meter zum gegenüber mündenden Herzblattweg. Der aktive Brunnen fördert Wasser, ein Kein Trinkwasser-Schild findet sich nicht. Der Brunnen ist im Eigentum des Landes Berlin. |
| Neukö                        | 0180   | Thomasstraße 65 Lage Körnerpark 2100                                        | FSH-L 1978                         | 29,1 m 04-7 m         | Der Brunnen (OSM: 2006551239) steht an der Nordseite der Thomasstraße um 15 Meter versetzt zur gegenüber mündenden Altenbracker Straße. Der funktionsfähige Brunnen fördert Wasser und ist mit Kein Trinkwasser beschildert. Der Standort befindet sich am Rand des St.-Thomas-Kirchhofs. Um 2010 stand an gleicher Stelle noch eine Rümmlerpumpe. |
| Buckw                        | 0181   | Kalksteinweg 83 Lage Buckow West 40                                         | Rümmler 1977                       | 39,5 m 20-30 m        | Der Brunnen steht 70 Meter vom Schieferweg am südlichen Gehsteig. Der Brunnen fördert kein Wasser, da das Pumpwerk beschädigt ist. Der Brunnen ist im Eigentum des Landes Berlin. |
| Buckw                        | 0182   | Quarzweg neben 66 Lage Buckow West Einwohnerzahl                            | Rümmler 1977                       | 38,1 m 20-30 m        | Der Brunnen steht vom Tropfsteinweg 100 Meter nach Norden, vor der Fläche zwischen dem Häuserblock 66-70 und dem ebenfalls quer zur Straße stehenden 60–64. Er steht zwischen Radweg und Bordstein. Die Pumpe ist beschädigt, so kann der Brunnen kein Wasser fördern. Auch der Ständerkörper ist zu reparieren. Der Brunnen ist im Eigentum des Landes Berlin. |
| Buckw                        | 0183   | Marienfelder Chaussee 136 Lage Buckow West 1150                             | FSH-L 1977                         | 40,5 m 20-30 m        | Der Brunnen steht an der Marienfelder Chaussee gegenüber der mündenden Wingerter Straße. Der Standort ist begrenzt von zwei Baumscheiben und liegt zwischen Bordstein und Randweg. Der aktive Brunnen fördert Wasser und ein Hinweis „Kein Trinkwasser“ ist vorhanden. Um 2010 stand neben der Bushaltestelle noch die originale Rümmlerpumpe zwischen den beiden Straßenbäumen, am Zugangsschild zu den Wohnhäusern. |
| Neukö                        | 0184   | Jonasstraße ggü. 7 Lage Körnerpark 1350                                     | FSH-L 1983                         | 25,3 m 04-7 m         | Der Brunnen steht auf dem südlichen Gehweg 20 Meter zur Wittmannsdorfer Straße, vor der Böschung der Nordostecke vom Körnerpark. Auf Grund des Schadens am Pumpwerk fördert der in den 2010er Jahren aufgestellte Brunnen kein Wasser. Zuvor stand um 2010 an gleicher Stelle eine Rümmlerpumpe, die wohl damals nicht mehr intakt war. Der Brunnen ist im Eigentum des Landes Berlin. |
| Rudow                        | 0185   | Groß-Ziethener Chaussee 122b Lage Zittauer Straße 200                       | <Rümmler>                          | * m 20-30 m           | Im Juli 2008 stand eine Rümmlerpumpe noch neben der Zufahrt zur Garage von Haus 124a und dem (neugefassten) Tor am Haus 122b. Der Brunnen wurde stillgelegt. Der Brunnenständer wurde abgebaut, das Brunnenrohr gezogen und der Schacht verfüllt und abgedeckt. Bei der Straßenbefahrung 2014 ist der Brunnen nicht mehr erfasst worden. Um 2010 wurde der Baum am Elektrokasten und der Pfosten vor der rechten Zufahrt, sowie der Straßenbrunnen selbst entfernt. In der Planung für das Jahr 2020 ist eine Überbohrung eingetragen, was dem Wiederaufstellen eines stillgelegten Brunnens entspricht. Der Brunnen ist im Eigentum des Landes Berlin. |
| Britz                        | 0186   | Haarlemer Straße Lage Buschkrugallee Nord 200                               | Rümmler 1977                       | 40,5 m 03-4 m         | Der Brunnen (OSM: 3811297502) steht Haarlemer Straße, an der Westseite 40 Meter südlich der Scheveninger Straße zwischen erster und zweiter Baumscheibe. Gegenüber befindet sich Gewerbe- und Lagerfläche der Firma Holz-Possling. Eine notwendige Reparatur von Pumpwerk und Ständerkörper führt dazu, dass der Brunnen kein Wasser fördert. Der Brunnen trägt zwar offiziell die Nummer 186, am Brunnen steht jedoch verdreht 189. Der Brunnen ist im Eigentum des Landes Berlin. |
| Rudow                        | 0187   | Primelweg ggü. 7a Lage Blumenviertel 450                                    | Rümmler 1979                       | 26,2 m 07-10 m        | Der Brunnen (OSM: 2074394185) steht Primelweg ggü. 7a, an der Südseite 20 Meter zum Mohnweg und 60 Meter zum Windenweg. Nicht als Trinkwasser geeignet, andererseits lässt sich auf Grund des Schadens am Pumpwerk kein Wasser fördern. Der Brunnen ist im Eigentum des Landes Berlin. |
| Rudow                        | 0188   | Krokusstraße (# 50) Lage Alt-Rudow 700                                      | FSH-L 1978                         | 26,2 m 04-7 m         | Der Brunnen (OSM: 1915372576) steht Krokusstraße vor dem unbebauten Grundstück an der Nordwestecke mit dem Margeritenring. Am Brunnen befindet sich der Hinweis Kein Trinkwasser. Der intakte Brunnen fördert Wasser. Um 2010 stand noch eine Rümmlerpumpe auf dem Pflasterkarree im breiten Rasenstreifen am Bordstein. Deren Schwengel lag in Gehwegrichtung und der Wasseraustritt zur Fahrbahn, wobei unter letzterem die rechteckige Muldenplatte für den Ablauf eingelassen war. |
| Buckw                        | 0189   | Rufacher Weg 34 Lage Buckow Mitte 1150                                      | FSH-L 1978                         | 38,2 m 20-30 m        | Der Brunnen steht gegenüber der Heimsbrunner Straße am Rand des westlichen Gehsteigs vom Leonberger Ring. Um das Jahr 2020 wurde eine frühere Rummler-Pumpe mit beschädigtem Pumpwerk an diesem Standort durch eine moderne FSH-L-Pumpe ersetzt. Die hinter dem Brunnen liegende viergeschossige Häuserzeile ist als Rufacher Weg 34–28 adressiert, über die Straße hinweg an der Nordwestecke steht das fünfgeschossige Wohnhaus Heimsbrunner Straße 2. Der Rufacher Weg verläuft vom Brunnenstandort 40 Meter nach Süden. Der Brunnen ist im Eigentum des Landes Berlin. |
| Rudow                        | 0190   | Waßmannsdorfer Chaussee neben 47a Lage Waßmannsdorfer Chaussee 350          | Rümmler 1980                       | 31,2 m 20-25 m        | Der Brunnen (OSM: 1929176392) steht schräg gegenüber vom Siedlungshaus Waßmannsdorfer Chaussee 47a am westlichen Straßenrand. Der Standort am südlichen Ende vom Großen Rohrpfuhl (Naturdenkmal Rohrpfuhle) 15 Meter vom Zufluss des Meskengrabens und 20 Meter zur gegenüber mündenden Neuhofer Straße. Der intakte Brunnen fördert beim Pumpen Wasser und das Schild „Kein Trinkwasser“ ist angebracht. Der Brunnen (Schwengel und Austritt parallel zum Bordstein) mit einer Muldenplatte zum Auffang des Ablaufs steht in einer Fläche von Gehwegplatten, die die Breite des Rasenstreifens der Baumflucht hat. |
| Neukö                        | 0191   | Schierker Straße ggü. 15/16 Lage Körnerpark 1950                            | FSH-L 1983                         | 30,6 m 10-15 m        | Der Brunnen (OSM-ID: 1996959808) steht vor dem Spielplatz am südlichen Gehsteig zwischen den beiden Straßenbäumen an der Zufahrt zu Grundstück Schierker Straße 40. Nach Osten sind es 80 Meter zur Ilsenstraße. Aus dem intakten Brunnen lässt sich Wasser pumpen. |
| Britz                        | 0192   | Tischlerzeile ggü. 21a Lage Handwerker-Siedlung 900                         | Rümmler 1978                       | 33,8 m 15-20 m        | Der Brunnen steht 50 Meter vom Bauführerweg (weiter als Bauhüttenweg) nach Norden am rechten (östlichen) Gehsteig. Der Brunnen ist im Betrieb gestört, wegen eines kaputten Pumpwerks fördert er kein Wasser, auch der Ständerkörper ist reparaturbedürftig. Der Brunnenfuß befindet sich im gepflasterten Randstreifen des Gehsteigs. Die Straße führt weiter an den Hochspannungsweg durch Waldgelände. Der Brunnen ist im Eigentum des Landes Berlin. |
| Rudow                        | 0193   | Am Espenpfuhl 10 Lage Waltersdorfer Chaussee Ost 400                        | Rümmler 1980                       | 26,5 m 07-10 m        | Der Brunnen steht am Gehwegrand direkt vor dem Grundstück Nummer 10. Vom Gerhard-Winkler-Weg steht der Brunnen 100 Meter entfernt. Zwischen jenem und dem Neudecker Weg liegt das Rückhaltebecken Kattenpfuhl. Der Brunnen ist im Betrieb gestört, wegen eines kaputten Pumpwerks fördert er kein Wasser. Ein Trinkwasser-Verbotsschild ist nicht am Brunnen. Der Brunnen (Schwengel und Austritt parallel zum Bordstein) mit einer Muldenplatte zum Auffang des Ablaufs wurde in einer Fläche von Gehwegplatten gesetzt, die die Breite des Gehwegs hat. Der Brunnen ist im Eigentum des Landes Berlin. |
| Rudow                        | 0194   | Bitterfelder Weg 81 Lage Zittauer Straße 450                                | Rümmler 1982                       | 29,4 m 10-15 m        | Der Brunnen (OSM: 1883655329) steht Bitterfelder Weg 81, an der östlichen Ecke mit dem Meißner Weg gelegen. Am Brunnen ist eine Markierung Kein Trinkwasser. Der Brunnen fördert kein Wasser (Reparatur Pumpwerk und Ständerkörper). Der Brunnen ist im Eigentum des Landes Berlin. |
| Buckw                        | 0195   | Arnikaweg/Distelfinkweg Lage Blumenviertel 550                              | FSH-L 1978                         | 27,5 m 03-4 m         | Der Brunnen (OSM: 1908841206) steht 10 Meter im Arnikaweg/Nordostecke Distelfinkweg. Der Brunnen ist funktionsfähig und fördert Wasser. Am Brunnen ist eine Markierung Kein Trinkwasser. Bis in die 2010er Jahre stand hier noch die Rümmlerpumpe mit Schwengel im Gehweg und Austritt zur Fahrbahn, für den Ablauf eine Rechteck-Muldenplatte. |
| Rudow                        | 0196   | Groß-Ziethener Chaussee (# 77) Lage Zittauer Straße 400                     | Rümmler 1980                       | 34,2 m 15-20 m        | Der Brunnen (OSM: 2018024805) steht Groß-Ziethener Chaussee (#77) am südlichen Straßenrand 20 Meter vom gegenüber mündenden Döbelner Weg, der Pirnaer weg ist 100 Meter entfernt. Er steht zwischen Radweg und Bordstein. Der Standort befindet sich vor dem Komplex der Schliemann-Schule (Groß-Ziethener Chaussee 73–85). Der intakte Brunnen fördert Wasser. Der Brunnen ist im Eigentum des Landes Berlin. |
| Britz                        | 0197   | Suderoder Straße 5 Lage Tempelhofer Weg 1300                                | Rümmler 1983                       | 25,7 m 03-4 m         | Der Brunnen steht am nördlichen (inneren) Gehsteig, im Südbogen von Suderoder und Walkenrieder Straße. Der Standort an der Stirnseite des sechsgeschossigen Wohnhausblocks 4/5 liegt gegenüber den Blöcken 48–48b und 47-47c. Der betriebsbereite Brunnen fördert Wasser. Der Brunnen ist im Eigentum des Landes Berlin. |
| Britz                        | 0198   | Rungiusstraße 46 Lage Buschkrugallee Nord 1300                              | Wolf 1983                          | 27,1 m 04-7 m         | Der Brunnen (OSM: 6438435827) steht in der Rungiusstraße nördlich der Rungiusbrücke am westlichen Gehsteig. Hier befinden sich die Gebäude der Schule am Teltowkanal (Rungiusstraße 46). Der Abstand zum Teltowkanal sind 40 Meter. In der Bezirksliste ist Rungiusstraße 52 verzeichnet, dies ist das Randhaus des viergeschossigen Wohnblocks 52–60/62–72. Der Bundesbrunnen ist intakt und fördert Wasser. Bis in die 2010er Jahre stand an dieser Stelle eine Rümmlerpumpe, bei OpenStreetMap ist der Brunnenstatus für 2018 mit broken eingefügt. |
| Neukö                        | 0199   | Uthmannstraße ggü. 23 Lage Rixdorf 1350                                     | FSH-L 1983                         | 27,1 m 10-15 m        | Der Brunnen (OSM-ID: 1908859658) steht zwischen zwei Pollern vor einem eingeschossigen Nebengebäude des Büroeckhauses Karl-Marx-Straße 163. Der Standort befindet sich an der Nordgehsteig der Rungiusstraße, 30 Meter zur Karl-Marx-Straße. Wegen gestörtem Pumpwerk fördert der Brunnen kein Wasser. Nicht als Trinkwasser geeignet. Nach Streetview stand am benannten Ort noch im Juli 2008 eine Rümmlerpumpe. Der Brunnen ist im Eigentum des Landes Berlin. |
| Neukö                        | 0200   | Neuköllnische Allee 160 Lage Gewerbegebiet Köllnische Heide ***             | FSH-L 1982                         | 27,1 m 02-3 m         | Der Brunnen (OSM: 1902853333) steht Neuköllnische Allee 160 vor der Mündung Chris-Geoffroy-Allee, weiter nach Südost folgt die KGA Karlsruhe 2. Nach einem Brunnenschaden wurde die ehemalige Rümmler-Pumpe im Jahr 2020 erneuert und fördert seitdem wieder Wasser. Der Brunnen ist im Eigentum des Landes Berlin. |
| Buckw                        | 0201   | Bernsteinring ggü. 49 Lage Buckow Mitte 500                                 | Rümmler 1984                       | 33,5 m 20–30 m        | Der Brunnen steht im Ostbogen des Bernsteinringes vor der Stirnseite des Wohnblocks 50-58, neben der Garagenanlage. Der Brunnen besitzt das Hinweisschild „Kein Trinkwasser“. Pumpwerk, Frosthahn, Ständerkörper sind nach Kontrollergebnis reparaturbedürftig. Der Brunnen ist im Eigentum des Landes Berlin. |
| Grops                        | 0202   | Sollmannweg (ggü. 16) Lage Gropiusstadt Ost 200                             | Rümmler 1985                       | 27,0 m 15-20 m        | Der Brunnen (OSM: 2020193176) steht am Nordrand vom Sollmannweg an der Mündung des Schmiedigenpfads 40 Meter (westlich) zur Parkfläche des Vogelschutzgebietes am Wildmeisterdamm (Rudower Wäldchen). Der Standort liegt dem fünfzehn/siebzehngeschossigen Wohnhochhaus gegenüber, dem eine Garagenanlage straßennah vorgelagert ist. Der Brinnen ist in Ordnung, er fördert Wasser, für das der Hinweis Kein Trinkwasser angebracht ist. |
| Britz                        | 0203   | Koppelweg ggü. 115 Lage Mohriner Allee Nord 400                             | Rümmler 1985                       | 29,0 m 15-20 m        | Der Brunnen (OSM: 1445579163) steht Koppelweg ggü. 115 vor der Kleingartenanlage „Guter Wille“, 70 Meter von der Ortsteilgrenze mit dem Übergang in die „Straße 229“ und neben dem nach Süden führenden Walnußweg. Der Brunnen fördert Wasser und ist mit dem Hinweis „Kein Trinkwasser“ ausgestattet. Der Brunnen ist im Eigentum des Landes Berlin. |
| Rudow                        | 0204   | Glashütter Weg / An der Werderlake Lage Waltersdorfer Chaussee Ost 500      | Wolf 1987                          | 36,0 m 07-10 m        | Der Brunnen steht am Gehsteig Glashütter Weg direkt an der westlichen Gehsteigecke An der Werderlake. Auf Grund des Schadens am Pumpwerk fördert der Brunnen kein Wasser. An der Südseite vom Glashütter Weg befindet sich der Priesterpfuhl und an der Nordseite zur Neudecker Straße ein Rückhaltebecken. Zum Grundstück 32 mit Siedlungshaus sind es 60 Meter, zum Grundstück 20 nach Osten 70 Meter. Die hier aufgestellte Wolfsäule ist von neuerer Art mit aufgesetztem Wasseraustritt und einem unrunden Schwengelgegengewicht. Schwengel und Austritt liegen zum Bordstein parallel, 2009 hatte der Brunnen Wasser gefördert. Er steht mit Muldenplatte für den Ablauf im mit Formsteinen belegten Randstreifen des Gehsteigs. Der Brunnen ist im Eigentum des Landes Berlin. |
| Rudow                        | 0205   | Neudecker Weg 59 Lage Waltersdorfer Chaussee Ost 1050                       | Wolf 1987                          | 30,0 m 07-10 m        | Der Brunnen steht an der Straßenecke zur Lettberger Straße vor dem ecknächsten der vier dreigeschossigen Wohnhäuser der Nummer 53–59. Der Standort befindet sich am Gehsteigrand zwischen Bordstein und Radweg. Die hier aufgestellte Wolfsäule der 1980er Jahre unterscheidet sich von den älteren Neuköllner „Wolf“brunnen mit dickerem Unterteil, sie besitzt einen aufgesetzten Wasseraustritt und durchgehendem Ständerkörper. Der Brunnen ist in Ordnung, fördert Wasser und mit einem Schild „Kein Trinkwasser“ versehen. Der Brunnen mit Schwengel und angeflanschtem Austritt parallel zum Bordstein besitzt für den Ablauf eine Muldenplatte mit Rinne zum Bordstein, Lage im Rasenstreifen der Baumflucht. Die Brunnenseite der Grundstücke liegt im Planungsraum Waltersdorfer Chaussee Ost, die gerade nummerierte Gegenseite des Neudecker Wegs zu Alt-Rudow. |
| Rudow                        | 0206   | Lettberger Straße neben 35 / Künnekeweg Lage Waltersdorfer Chaussee Ost 650 | Wolf 1987                          | 48,0 m 20-30 m        | Der Brunnen steht in der Lettberger Straße am östlichen Gehsteig zwischen Bordstein und Radweg. Das Eckgrundstück mit dem dreigeschossigen Siedlungshaus ist als Künnekeweg 1 adressiert. Der Standort liegt lediglich 10 Meter von der Ecke Künnekeweg. Der Brunnen ist betriebsbereit und fördert Wasser. Ein Kein Trinkwasser-Schild ist nicht angebracht, lediglich als Sockel für das Verkehrsschild Rad- und Gehwegschäden ist am Brunnen befestigt. Die Wolfsäule mit Austritt und Schwengel parallel zum Bordstein steht mit der Muldenplatte für den Ablauf in einem Pflastermosaik zwischen dem Rasenstreifen der Baumflucht. |
| Rudow                        | 0207   | Zittauer Straße (# 82) Lage Zittauer Straße 1050                            | Wolf 1988                          | 27,7 m 04-7 m         | Der Brunnen (OSM: 1995720488) steht Zittauer Straße (#82) an der südlichen Fahrbahn vor der Kleingartenkolonie Zittauer Straße, 40 Meter vom Bitterfelder Weg nach Südosten. Ein Hinweis Kein Trinkwasser ist vorhanden. Der Brunnen fördert Wasser. Der Brunnen ist im Eigentum des Landes Berlin. |
| Rudow                        | 0208   | Waltersdorfer Chaussee 95a/95b Lage Waßmannsdorfer Chaussee 550             | Wolf 1987                          | 27,7 m 20-30 m        | Der Brunnen (OSM: 2018024804) steht Waltersdorfer Chaussee 95a/95b, an der westlichen Straßenseite 40 Meter vom Ostburger Weg. Nicht als Trinkwasser geeignet. Der Brunnen ist intakt und fördert Wasser. Er steht auf einem zuungunsten des Radwegs verbreiterten Randstreifen mit Kleinpflaster, Schwengel und Austritt parallel zum Bordstein und mit Muldenplatte daneben. Der Brunnen ist im Eigentum des Landes Berlin. |
| Rudow                        | 0209   | Selgenauer Weg ggü. 1a Lage Alt-Rudow 900                                   | Wolf 1987                          | 36,0 m 05-10 m        | Der Brunnen (OSM: 2052974748) steht Selgenauer Weg gegenüber vom Umspannwerk Südost am Zufahrtsweg zum Wohnblock 2, 4, 6 und südlich vom evangelischen Friedhof Rudow, der an der Köpenicker Straße liegt. Nicht als Trinkwasser geeignet. Der Brunnen ist intakt und fördert Wasser. |
| Rudow                        | 0210   | Neuköllner Straße (# 319) Lage Alt-Rudow 150                                | Wolf 1987                          | 33,0 m 04-7 m         | Der Brunnen (OSM: 2078490507) steht Neuköllner Straße (#315/317) an der östlichen Straßenseite vor der katholischen Kirche St. Joseph (#319, Adresse Alt-Rudow 46), 80 Meter nordwestlich von Am Hanffgraben. Der Brunnen ist funktionsfähig und fördert Wasser, jedoch sitzt der Schwengelbolzen 2020 „locker und verschoben“ im Schwengelansatz am oberen Rohrende. Der Brunnenkörper ist eine durchgehende Rohrsäule, angenieteter Austritt und Schwengel liegen parallel zur Bordkante, mit der Muldenplatte im Kleinpflaster zwischen zwei Bauscheiben in der Baumflucht. Bei der Straßenbefahrung 2014 ist der Brunnen nicht erfasst, jedoch ist an dieser Stelle Haltestellenwartebereich als Flächenmarkierung dargestellt. Bei der Street-Map ist er für 2008 abgebildet. Der Brunnen ist im Eigentum des Landes Berlin. |
| Grops                        | 0211   | Lipschitzallee 7 Lage Gropiusstadt Ost 200                                  | Wolf 1989                          | 29,9 m 04-7 m         | Der Brunnen steht vor der Dreieinigkeitskirche. Zur Rudower Straße sind es 40 Meter. Der Brunnen steht zwischen Radweg und Bordstein, er fördert Wasser, der Ständerkörper bedarf der Reparatur. Der Brunnen ist im Eigentum des Landes Berlin. |
| Buckw                        | 0212   | Am Eichenquast 13 Lage Buckow Ost 850                                       | Wolf 1990                          | 57,5 m 15-20 m        | 10 Meter vom Landreiterweg steht der Brunnen am östlichen Gehwegrand. Der Bundesbrunnen fördert Wasser, der Hinweis Kein Trinkwasser ist vorhanden. |
| Buckw                        | 0213   | Mollnerweg #1 Lage Buckow Ost 450                                           | Wolf 1990                          | 48,0 m 20-30 m        | Der Brunnen steht nahe der nordwestlichen Straßenecke Mollnerweg / Buckower Damm am Gehwegrand zum Mollnerweg. Er fördert kein Wasser auf Grund des nicht funktionsfähigen Pumpwerks, das „Kein Trinkwasser“-Schild ist vorhanden. |
| Neukö                        | 0214   | Jupiterstraße ggü. 7 Lage Schulenburgpark 950                               | Wolf 1990                          | 42,0 m 03-4 m         | Der Brunnen steht vom Wohnblock 10–16 in Richtung zur Sonnenallee, von der er 70 Meter (entlang der viergeschossigen Wohnzeile Sonnenallee 308–308c) entfernt ist. Der Brunnen mit dem Schild „Kein Trinkwasser“ fördert Wasser |
| Rudow                        | 0215   | Rhodeländerweg neben 32 Lage Waßmannsdorfer Chaussee 1200                   | Wolf 1990                          | 26,8 m 20-30 m        | Der Brunnen (OSM-ID: 2081121996) steht Rhodeländerweg 32, an der nördlichen Straßenseite 25 Meter südwestlich der „Straße 618“. Das Rudower Fließ ist 170 Meter entfernt. Der Standort gegenüber Rhodeländerweg 25 liegt zwischen Radweg und Bordstein im Hühnerkiez. „Nicht als Trinkwasser geeignet“ Es fehlt jedoch (2020) ein Kein Trinkwasser-Schild, so hat die Beprobung als zum Trinken deklariert. Der Brunnen fördert Wasser. Der Brunnenfuß auf Sockelrohr mit der davor liegenden Muldenplatte (Rinne im Kleinpflaster fortgesetzt) steht im Pflastermosaik zwischen dem Grünstreifen der Baumflucht. Schwengel und Austritt befinden sich an der Wolfsäule parallel zur Bordkante. |
| Rudow                        | 0216   | Groß-Ziethener Chaussee 25 Lage Waßmannsdorfer Chaussee 1150                | Wolf 1990                          | 32,0 m 15-20 m        | Der Brunnen (OSM-ID: 1995482035) steht Groß-Ziethener Chaussee 25, an der Straßensüdseite gegenüber der Mündung der Bäckerstraße (150 Meter zur Waßmannsdorfer Chaussee). Er fördert Wasser und besitzt das Schild: „Kein Trinkwasser“. Der Brunnen steht mit dem Fußflansch auf dem Sockelrohr im Grünstreifen der Baumflucht, lediglich die rechteckige Muldenplatte ist mit Kleinpflaster umgeben, so fließt der Ablauf aus der Rinne zur Fahrbahn. |
| Rudow                        | 0217   | Alt-Rudow (# 17) Lage Alt-Rudow 350                                         | Lauchhammer Reko Typ I 1991        | 33,0 m 10-15 m        | Der Brunnen (OSM-ID: 1882213150) steht am Nordrand von Alt-Rudow an der Nordostecke mit der Kappenstraße. Das unbebaute Grundstück wird als Kappenstraße 17 geführt besitzt in der Nummerierung Alt-Rudow ebenfalls die 17. Als Spielplatz und Erholungsfläche mit der Nummer 15, seit 1955 bis um 1980 stand ein Gebäude an der Straßenecke (damals als Nummer 327). Der Standort ist westlich am Rasenstreifen, der zwischen Gehweg und Parktaschen der Fahrbahn liegt. Nicht als Trinkwasser geeignet. Zudem ist das Pumpwerk dieses „Brunnens mit Schauwert“ im Ortsteil nicht in Ordnung, der Brunnen fördert kein Wasser. |
| Britz                        | (ohne) | Feldweg Lage Britzer Garten ***                                             | Wolf (alt)                         | *** 20-30 m           | Der Brunnen (OSM: 1143467756) ist ein nicht nutzbares und wohl nicht mehr zur Benutzung vorgesehenes Exemplar. Er steht in Britz am Rand zum Ortsteil Mariendorf (Bezirk Tempelhof-Schöneberg) am Feldweg (nördliches Ende des Grünen Wegs) am Westrand der KGA „Friedland III“ unweit vom südwestlichen Eingangs zum Britzer Garten. |

## Verteilung der Straßenbrunnen auf die Kieze
In den gesetzlichen Vorgaben aus den 1970er Jahren werden Entnahmestellen zur „Notwasserversorgung im Katastrophenfall“ für jeweils 1500 bis 2500 Anwohner gefordert. Für die 329.691 Einwohner im Bezirk Neukölln (30. Jun. 2019) sind bezirksweit 200 Notwasserstellen mit einer Leistung von 1,5 m³ je Stunde zur Versorgung nötig. Im Bezirk sind nach Liste 203 Brunnenstandorte (ohne abgebaut) vorhanden.
Die folgende Tabelle gibt einen Überblick der Verteilung von „Plumpen“ auf die Planungsräume nach dem System der lebensweltlich orientierten Räume. Zur Markierung der Einwohnerdichte im Kiez sind die Nutzungskategorien der Flächen des Planungsraums ergänzend hinzugefügt. Diese Zahlen sind lediglich Richtwerte: beispielsweise ist die Nutzung von Brunnen am Rand des Planungsraums für Einwohner des Nachbarkiezes möglich. Die Angaben in der oberen Liste zur Zahl der für die Notversorgung zugeordnete Anzahl Einwohner bezieht sich auf die Planung der Aufstellung.
| „Kiez“ / LOR Planungsraum         | Bezirksregion (Ortsteil)    | LOR-Nummer Sozialdaten | Flächennutzung | Einwohner | Brunnenanzahl | Quotient |
| --------------------------------- | --------------------------- | ---------------------- | -------------- | --------- | ------------- | -------- |
| 01 Reuterkiez                     | 03 Reuterstraße             | 08 01 03 01            | Wohnnutzung    | 27.732    | 12 Brunnen    | 2300     |
| 02 Bouchéstraße                   | 03 Reuterstraße             | 08 01 03 02            | Wohnnutzung    | 03696     | 01 Brunnen    | 3700     |
| 03 Donaustraße                    | 03 Reuterstraße             | 08 01 03 03            | Wohnnutzung    | 08418     | 04 Brunnen    | 2100     |
| 04 Rixdorf                        | 04 Rixdorf                  | 08 01 04 04            | Wohnnutzung    | 23.741    | 08 Brunnen    | 3000     |
| 05 Hertzbergplatz                 | 04 Rixdorf                  | 08 01 04 05            | Wohnnutzung    | 09049     | 05 Brunnen    | 1800     |
| 06 Treptower Straße Nord          | 04 Rixdorf                  | 08 01 04 06            | Wohnnutzung    | 07143     | 02 Brunnen    | 3500     |
| 07 Gewerbegebiet Ederstraße       | 04 Rixdorf                  | 08 01 04 07            | kein wohnen    | 00799     | ---           | ***      |
| 08 Weiße Siedlung                 | 05 Köllnische Heide         | 08 01 05 08            | 17 % wohnen    | 05772     | 03 Brunnen    | 1900     |
| 09 Schulenburgpark                | 05 Köllnische Heide         | 08 01 05 09            | Wohnnutzung    | 09459     | 05 Brunnen    | 1850     |
| 10 Gewerbegebiet Köllnische Heide | 05 Köllnische Heide         | 08 01 05 10            | kein wohnen    | 0480      | 02 Brunnen    | ***      |
| 11 Flughafenstraße                | 02 Neuköllner Mitte/Zentrum | 08 01 02 11            | Wohnnutzung    | 10.029    | 03 Brunnen    | 3350     |
| 12 Rollberg                       | 02 Neuköllner Mitte/Zentrum | 08 01 02 12            | Wohnnutzung    | 07475     | 03 Brunnen    | 2500     |
| 13 Körnerpark                     | 02 Neuköllner Mitte/Zentrum | 08 01 02 13            | Wohnnutzung    | 12.455    | 06 Brunnen    | 2050     |
| 14 Glasower Straße                | 02 Neuköllner Mitte/Zentrum | 08 01 02 14            | 17 % wohnen    | 08197     | 05 Brunnen    | 1650     |
| 15 Hasenheide                     | 01 Schillerpromenade        | 08 01 01 15            | 2 % wohnen     | 0880      | 01 Brunnen    | 0900     |
| 16 Wissmannstraße                 | 01 Schillerpromenade        | 08 01 01 16            | Wohnnutzung    | 03697     | 01 Brunnen    | 3700     |
| 17 Schillerpromenade              | 01 Schillerpromenade        | 08 01 01 17            | Wohnnutzung    | 16.138    | 07 Brunnen    | 2300     |
| 18 Silbersteinstraße              | 01 Schillerpromenade        | 08 01 01 18            | 26 % wohnen    | 11.891    | 06 Brunnen    | 1750     |
| 19 Buschkrugallee Nord            | 06 Britz                    | 08 02 06 19            | Wohnnutzung    | 11.646    | 07 Brunnen    | 1650     |
| 20 Tempelhofer Weg                | 06 Britz                    | 08 02 06 20            | 20 % wohnen    | 09354     | 04 Brunnen    | 2400     |
| 21 Mohriner Allee Nord            | 06 Britz                    | 08 02 06 21            | 27 % wohnen    | 02346     | 01 Brunnen    | 2350     |
| 22 Parchimer Allee                | 06 Britz                    | 08 02 06 22            | Wohnnutzung    | 14.211    | 15 Brunnen    | 1000     |
| 23 Ortolanweg                     | 06 Britz                    | 08 02 06 23            | 5 % wohnen     | 01281     | 03 Brunnen    | 0400     |
| 24 Britzer Garten                 | 06 Britz                    | 08 02 06 24            | 6 % wohnen     | 01410     | 02 Brunnen    | 0700     |
| 25 Handwerker-Siedlung            | 06 Britz                    | 08 02 06 25            | Wohnnutzung    | 03319     | 03 Brunnen    | 1100     |
| 26 Buckow West                    | 07 Buckow                   | 08 02 07 26            | Wohnnutzung    | 08403     | 10 Brunnen    | 0850     |
| 27 Buckow Mitte                   | 07 Buckow                   | 08 02 07 27            | Wohnnutzung    | 12.013    | 09 Brunnen    | 1350     |
| 28 Buckow Ost                     | 07 Buckow                   | 08 02 07 28            | Wohnnutzung    | 08851     | 08 Brunnen    | 1100     |
| 29 Gropiusstadt Nord              | 08 Gropiusstadt             | 08 03 08 29            | Wohnnutzung    | 12.437    | 08 Brunnen    | 1550     |
| 30 Gropiusstadt Süd               | 08 Gropiusstadt             | 08 03 08 30            | Wohnnutzung    | 07415     | 03 Brunnen    | 2500     |
| 31 Gropiusstadt Ost               | 08 Gropiusstadt             | 08 03 08 31            | Wohnnutzung    | 17.564    | 06 Brunnen    | 2900     |
| 32 Goldhähnchenweg                | 09 Buckow Nord              | 08 04 09 32            | Wohnnutzung    | 02868     | 00 Brunnen    | ***      |
| 33 Vogelviertel Süd               | 09 Buckow Nord              | 08 04 09 33            | Wohnnutzung    | 04157     | 04 Brunnen    | 1050     |
| 34 Vogelviertel Nord              | 09 Buckow Nord              | 08 04 09 34            | Wohnnutzung    | 02679     | 02 Brunnen    | 1300     |
| 35 Blumenviertel                  | 10 Rudow                    | 08 04 10 35            | Wohnnutzung    | 08239     | 10 Brunnen    | 0850     |
| 36 Zittauer Straße                | 10 Rudow                    | 08 04 10 36            | Wohnnutzung    | 06866     | 05 Brunnen    | 1350     |
| 37 Alt-Rudow                      | 10 Rudow                    | 08 04 10 37            | Wohnnutzung    | 09865     | 14 Brunnen    | 0700     |
| 38 Waßmannsdorfer Chaussee        | 10 Rudow                    | 08 04 10 38            | Wohnnutzung    | 07011     | 07 Brunnen    | 1000     |
| 39 Frauenviertel                  | 10 Rudow                    | 08 04 10 39            | Wohnnutzung    | 03870     | 00 Brunnen    | ***      |
| 40 Waltersdorfer Chaussee Ost     | 10 Rudow                    | 08 04 10 40            | Wohnnutzung    | 07930     | 07 Brunnen    | 1100     |